# Domiziano
Cesare Domiziano Augusto (in latino Caesar Domitianus Augustus; Roma, 24 ottobre 51 – Roma, 18 settembre 96), nato Tito Flavio Domiziano (Titus Flavius Domitianus) e meglio conosciuto semplicemente come Domiziano, è stato un imperatore romano, l'ultimo della dinastia flavia e regnante dall'81 alla sua morte.
Come il padre Vespasiano e il fratello Tito, fu un buon amministratore. Rafforzò la burocrazia imperiale affidando importanti incarichi a esponenti dell'ordine equestre e riducendo l'importanza dei liberti. Rinvigorì l'economia coniando monete di migliore qualità rispetto a Nerone e Vespasiano e concesse ai soldati il primo aumento di stipendio dai tempi di Augusto. Con un importante provvedimento Domiziano si dimostrò attento alla situazione produttiva dell'Impero e in particolare dell'Italia. Emanò un decreto che vietava l'aumento della coltivazione della vite in Italia e imponeva la distruzione di metà delle coltivazioni nelle province. La decisione, pare, fu presa per convertire terreni alla coltivazione di cereali, in modo tale da evitare rischi di carestia. 
In concreto si trattò di un provvedimento protezionista che favorì i produttori italici di vino, quando l'economia italica iniziava a declinare di fronte alla concorrenza delle province. Non mirò all'espansione dell'Impero, ma a difendere i confini costituendo gli Agri Decumates, territori colonizzati alle frontiere del Reno e della Rezia, rafforzandone le difese. Si appoggiò sulla popolazione urbana, sui piccoli coltivatori e sull'esercito, comprendendo i difetti della diarchia, cioè di un governo diviso tra l'autorità dell'imperatore e quella di un Senato aristocratico geloso delle proprie prerogative, ma incapace di governare.
Si fece chiamare o venne chiamato dagli adulatori dominus et deus (signore e dio), ma rimase nel solco della tradizionale cultura romana e non riuscì o non volle sciogliere il nodo della divisione dei poteri, pur ingaggiando un'aperta lotta con l'aristocrazia. Di carattere solitario e diffidente, eccentrico, col tempo divenne paranoico. Dopo la fallita insurrezione di Lucio Antonio Saturnino e diverse congiure contro la sua persona, accentuò la repressione, instaurando un regime di terrore cui pose fine un complotto del Senato, con il suo assassinio.

## Biografia

### Origini familiari e adolescenza
Domiziano nacque il 24 ottobre 51 a Roma, in un luogo della VI regione (Alta Semita) chiamato Malum Punicum, il melograno, dove farà poi costruire il Tempio della Gens Flavia. I genitori Vespasiano (9-79), allora console e la madre Flavia Domitilla (ca 15-69), avevano già altri due figli: Flavia Domitilla minore (38-69) e Tito (39-81). Ricevette l'educazione riservata ai giovani della classe senatoriale: studiò retorica, letteratura (pubblicando anche qualche scritto), legge e amministrazione. Nella sua biografia Svetonio lo descrive come un adolescente istruito ed educato, dalla conversazione elegante.

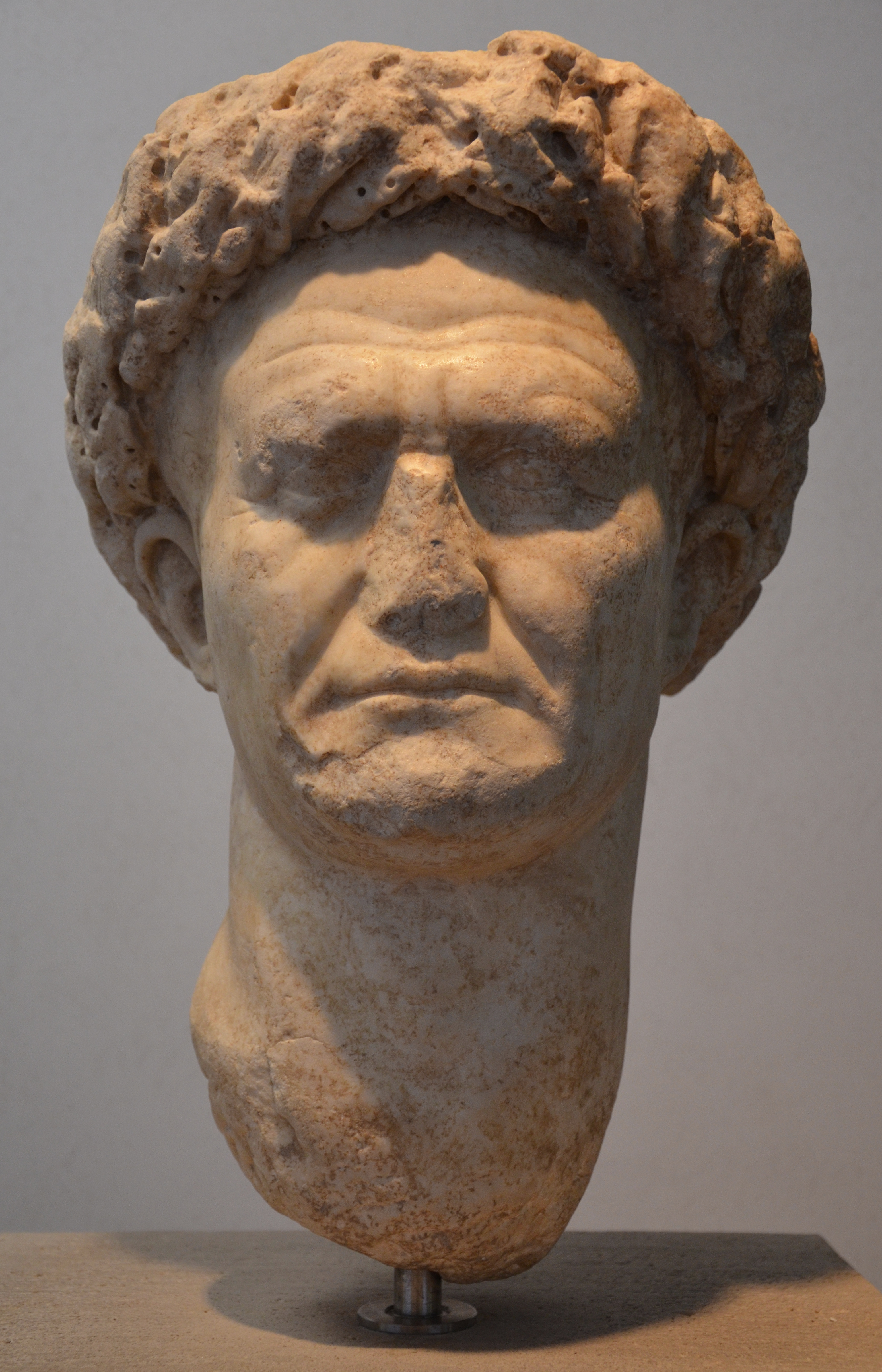
Busto di Vespasiano, padre di Domiziano (Museo nazionale romano di palazzo Massimo, Roma)

Vespasiano, impegnato dal 67 nella repressione della rivolta giudea, nel 69 fu proclamato imperatore contro il regnante Vitellio dalle sue legioni, alle quali si unirono quelle stanziate nelle regioni danubiane che, al comando di Marco Antonio Primo, entrarono in Italia e, sconfitto l'esercito di Vitellio a Bedriaco, presso Cremona, avanzarono verso Roma attestandosi a Otricoli in attesa di rinforzi dalla Siria. Vitellio abdicò il 18 dicembre, ma i suoi veterani di Germania non accettarono la resa e presero d'assalto il Campidoglio dove il prefetto Tito Flavio Sabino, fratello di Vespasiano, si era rifugiato con le sue coorti e con Domiziano: questi scampò alla strage, travestendosi da sacerdote di Iside, e si nascose nella casa al Velabro di Cornelio Primo, un cliente di suo padre. Secondo un'altra versione, invece, Domiziano si sarebbe rifugiato presso la madre di un suo amico.

### La pretura
Il 20 dicembre Antonio Primo entrava a Roma, impadronendosene e uccidendo Vitellio; il giorno dopo il Senato proclamava Vespasiano imperatore e console con il figlio Tito, mentre Domiziano era eletto pretore con potere consolare. Quando giunse a Roma, Gaio Licinio Muciano, il legato della Siria che aveva appoggiato il pronunciamento di Vespasiano, presentò alle truppe Domiziano come Cesare e reggente fino all'arrivo di Vespasiano, e il giovane principe pronunciò loro un discorso. Gli storici dell'epoca sostengono che il diciottenne Domiziano fu preso da questo momento dall'ambizione del potere, ma nei fatti il governo fu comunque esercitato da Muciano. Domiziano fece una buona impressione ai senatori per la modestia e la grazia del comportamento e la moderazione delle iniziative: propose la riabilitazione di Galba e rifiutò di rivelare i nomi dei delatori del precedente regime, invocando la necessità di sopire gli odi e le vendette.
Si limitò a revocare i consoli ordinati da Vitellio ma, per evitare disordini, mantenne al pretorio i suoi legionari, congedandoli con onore solo in un secondo tempo. Si dice che Domiziano sia stato insofferente del predomino esercitato da Muciano e per questo motivo divenisse amico dei suoi avversari politici, Antonio Primo, il vincitore di Vitellio, e il prefetto del pretorio Arrio Varo. Muciano fece quest'ultimo prefetto dell'annona, concedendo la prefettura del pretorio a un amico di Vespasiano, Marco Arrecino Clemente. Intanto, una coalizione di tribù germaniche – i Batavi, i Canninefati e i Frisi – si erano uniti alla rivolta di Giulio Civile, mentre Treveri, Lingoni, Vangioni, Tribochi, Ubii e altre popolazioni sottraevano in Gallia vasti territori al dominio romano. Fu l'armata di Petilio Ceriale a schiacciare quest'ultima rivolta, senza bisogno dell'intervento di Domiziano che, sperando di dimostrare le sue capacità di Cesare, dall'Italia aveva superato le Alpi insieme con Muciano.

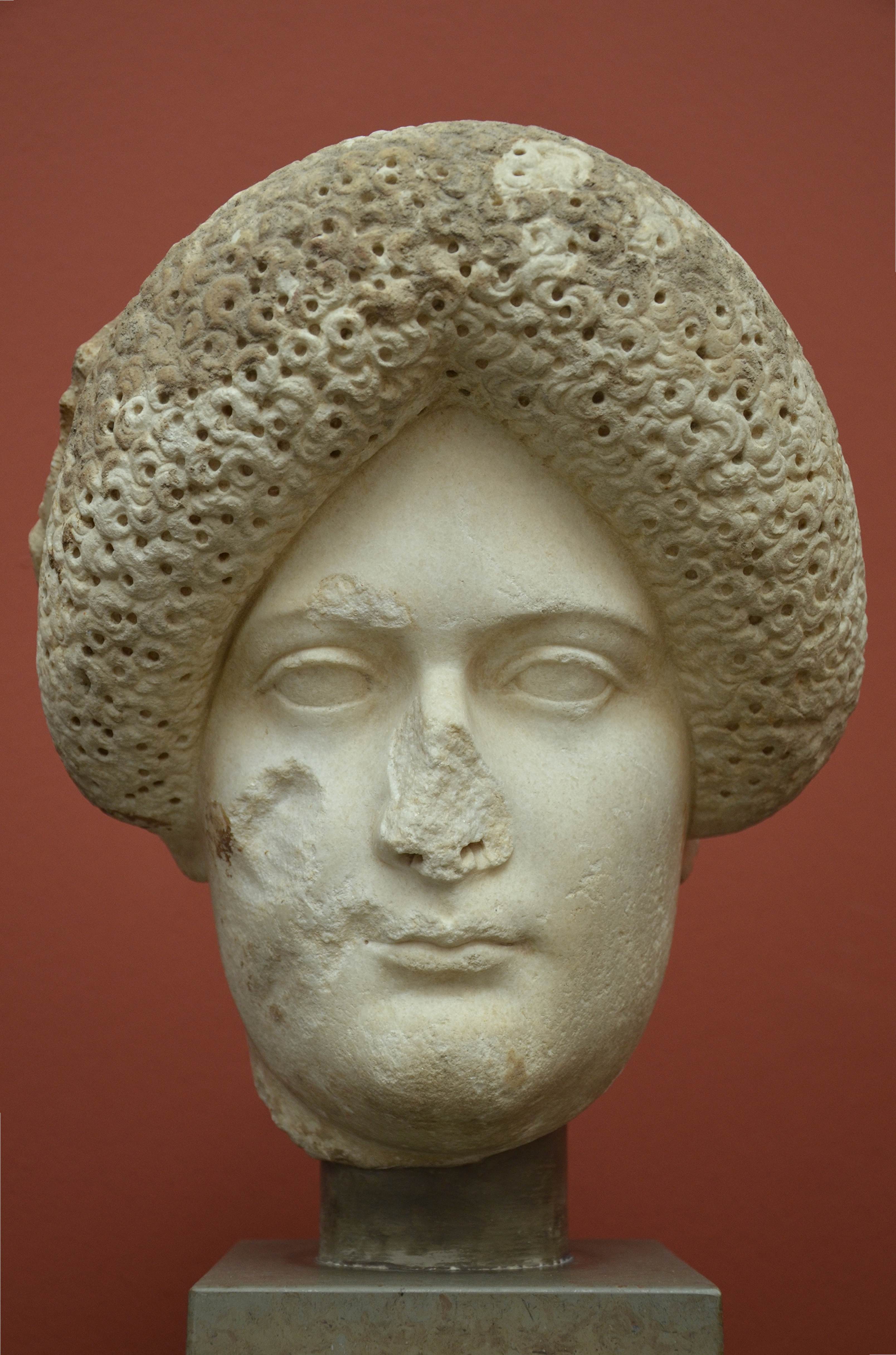
Testa di Domizia Longina, moglie di Domiziano (Ny Carlsberg Glyptotek, Copenaghen)

Poiché la rivolta di Civile non destava particolari timori, Muciano, molto dubbioso delle capacità militari del giovane principe, si fermò a Lione con Domiziano e insieme tornarono, di lì a poco, a Roma. Nel 70 Domiziano fece in modo di provocare il divorzio di Domizia Longina allo scopo di sposarla. Il marito Lucio Elio Lamia non riuscì a contrastare i desideri del principe, e così Domizia divenne nuora dell'imperatore. A dispetto dell'avventatezza iniziale, questa alleanza fu vantaggiosa per entrambe le parti. Domizia Longina era l'unica figlia del generale Gneo Domizio Corbulone, una della vittime del terrore neroniano, ricordato come valoroso comandante e politico onorato. Essi ebbero un figlio nel 71 e una figlia nel 74, ma entrambi morirono giovanissimi.
Con l'arrivo in ottobre di Vespasiano, Domiziano dovette rinunciare a ogni impegno di governo e si dedicò agli otia letterari, diversamente dal fratello Tito che, più anziano e con una ormai lunga esperienza nel campo politico e militare – aveva appena portato a termine la repressione della rivolta giudaica – fu associato dal padre all'impero. Tuttavia Vespasiano era intenzionato a lasciare l'impero alla sua discendenza e poiché Tito non aveva figli maschi, dovette prendere in considerazione la possibilità che Domiziano succedesse un giorno a Tito. Domiziano fece parte dei collegi sacerdotali, dal 72 poté essere effigiato nelle monete, dal 74 battere anche moneta, portare la corona d'alloro e ottenere l'incisione del suo nome nei monumenti pubblici accanto a quelli del padre e del fratello.

### I consolati

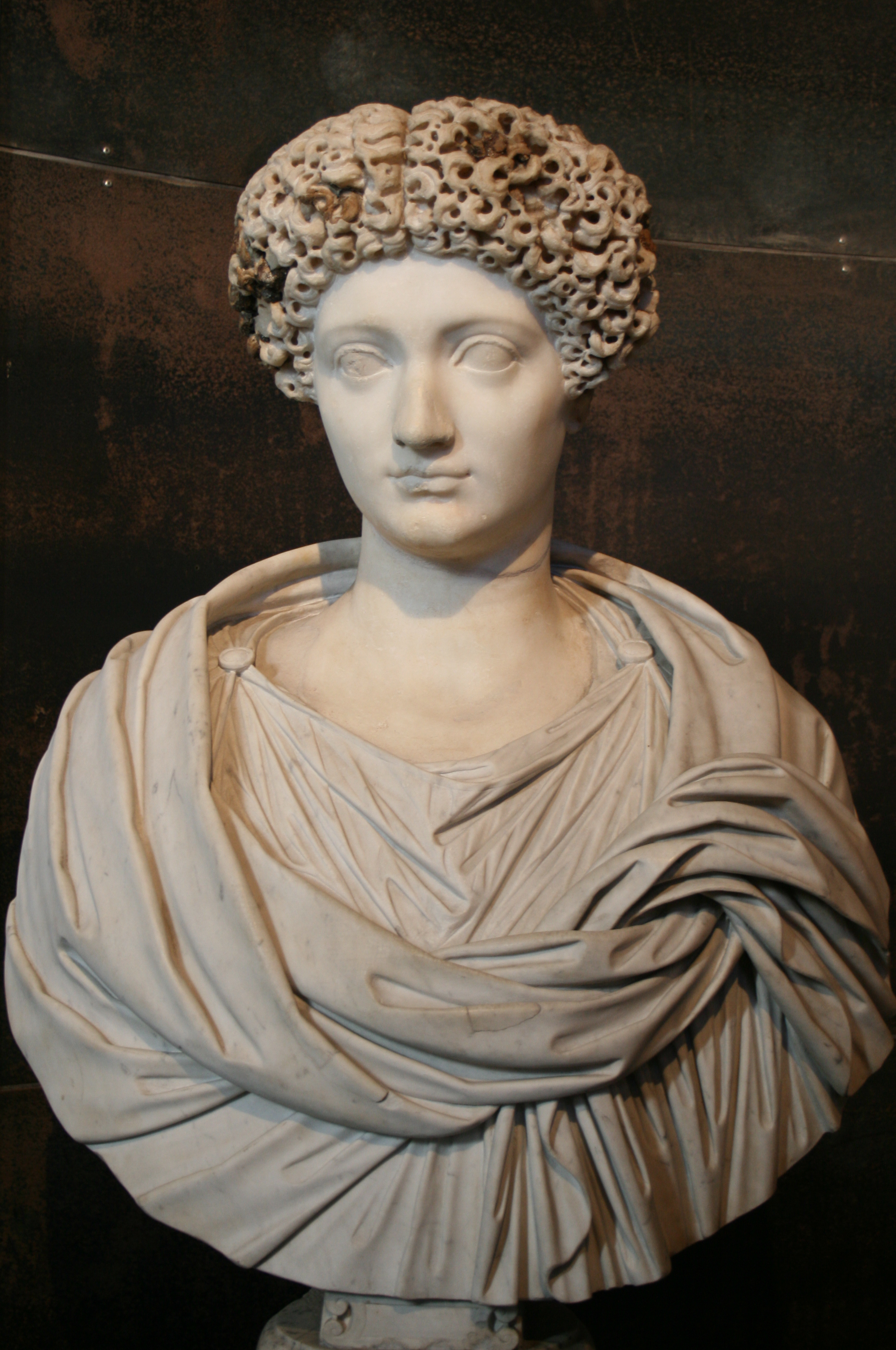
Giulia, figlia di Tito (Museo nazionale romano di palazzo Altemps, Roma)

Durante il regno di Vespasiano, Domiziano fu console per sei volte, anche se «ne esercitò uno solo ordinario perché Tito gli cedette il posto e chiese per lui questo onore»: la prima volta, dal 1º marzo al 30 giugno 71, quando raggiunse l'età canonica di venti anni, insieme con Gneo Pedio Casco e poi con Valerio Festo; ottenne l'unico consolato ordinario il 1º gennaio 73 mentre gli altri consolati suffetti caddero nel 75, nel 76, nel 77 e nel 79, anno della morte del padre. Con tutto ciò, rimase escluso dall'attività politica e militare. Vespasiano non accettò, malgrado le insistenze di Domiziano, l'invito di Vologase I, re dei Parti, di inviargli come alleato un esercito comandato da uno dei suoi figli.
Domiziano ripiegò allora sulla poesia, forse scrivendo sulla recente battaglia avvenuta in Campidoglio, e sulla presa di Gerusalemme, guadagnandosi le lodi cortigiane di Quintiliano: «gli dei hanno ritenuto che fosse troppo poco per lui essere il più grande dei poeti. Cosa vi è di più sublime, di più dotto, di più armoniosamente bello delle sue poesie composte nell'ozio in cui si è confinato nella sua giovinezza, dopo averci fatto dono dell'Impero? Chi potrebbe cantare meglio la guerra di colui che la fece così gloriosamente? A chi dovrebbero mostrarsi più benigni gli dei che presiedono agli studi? I secoli futuri parleranno meglio di me; ora la sua gloria poetica è eclissata dalla fama dei suoi altri talenti».
Alla morte di Vespasiano, il 23 giugno 79, Tito rimase unico imperatore e, come il padre, escluse Domiziano dagli affari di Stato, non associandolo all'Impero né concedendogli l'imperium proconsulare né la tribunicia potestas, ma lo dichiarò suo successore, gli fece ottenere il consolato ordinario nell'80 e gli propose anche di sposare la sua unica figlia Giulia. Domiziano rifiutò tuttavia di separarsi da Domizia, ma Giulia, dopo aver sposato il cugino Tito Flavio Sabino, divenne sua amante. Tito morì di febbri malariche ad Aquae Cutiliae il 13 settembre 81, quando con lui si trovava Domiziano: partito subito per Roma, si fece acclamare imperatore dai pretoriani, ai quali distribuì, come tradizione, la stessa somma che essi avevano ricevuto da Tito. Il giorno dopo il Senato gli concesse il titolo di Augusto e di padre della patria; poi vennero il pontificato, la potestas tribunicia e il consolato.
Nell'81 Tito si ammalò; alcuni sospettarono un avvelenamento da parte del fratello. Probabilmente, da sempre di salute cagionevole, morì di malaria, aprendo così la successione imperiale a Domiziano.

### Il principato (81-96)

#### Personalità di Domiziano
(Svetonio, Domiziano, XVIII.)

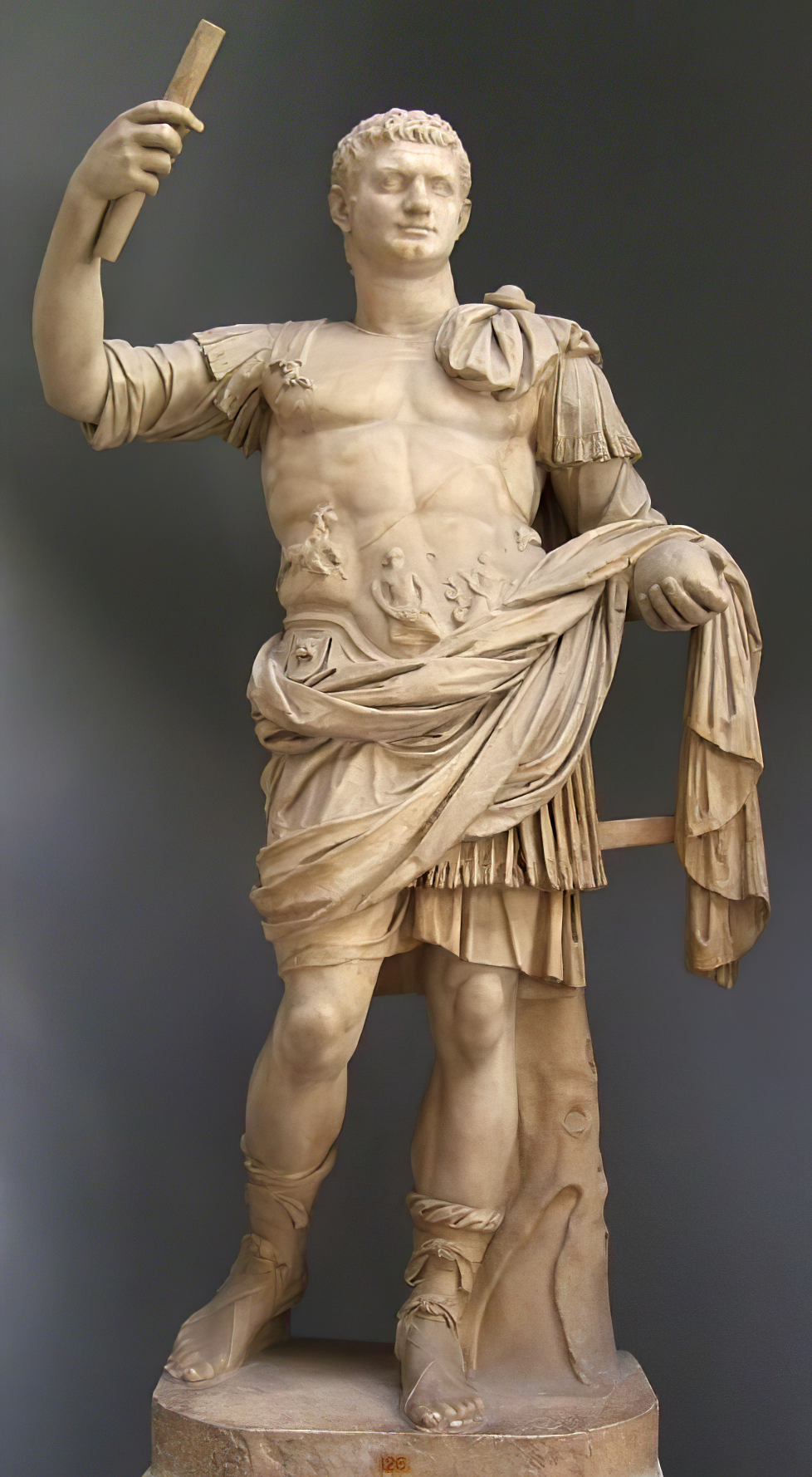
Statua di Domiziano come Augusto (Musei Vaticani, Città del Vaticano)

Come nel caso di Tiberio, Domiziano è stato in parte riabilitato dall'odierna storiografia, sfumandone almeno i connotati più positivi. Infatti, la dinastia flavia, provenendo dal ceto medio-basso, era sempre stata vista con diffidenza dall'aristocrazia, che per dodici anni era stata controllata dall'accorta diplomazia di Vespasiano e del figlio maggiore Tito. Domiziano decise invece di tornare alla politica popolare dei Giulio-Claudi, rafforzando i propri privilegi per contrastare l'opposizione dei patrizi, ammantandosi di un'aureola divina e pretendendo di essere chiamato «signore e dio nostro». Come Caligola e Nerone ammirava infatti la monarchia teocratica ellenistica, provando un certo disprezzo verso la nobiltà senatoriale.
A causa delle fonti contrarie, di mancanza di fonti favorevoli e opere scritte direttamente da Domiziano stesso, è quindi difficile comprendere bene la personalità dell'imperatore, ancora oggi enigmatico per molti versi. Domiziano era cresciuto all'ombra del padre e del fratello, orgoglioso di sé ma contemporaneamente sminuito e ingelosito, privo di ogni incarico pubblico, nell'esercito o esterno all'amministrazione famigliare fino al 69 (non fu mai chiamato in Giudea e non gestì la presa militare del potere a Roma, con il padre e il fratello assente), benché in seguito abbia goduto di ampia popolarità come princeps, oltre che presso il popolo, soprattutto tra i soldati, gli unici che si ribellarono al suo omicidio e si impegnarono per ottenere la punizione degli assassini da parte del successore Nerva (nonostante la damnatio memoriae stabilita dal Senato). Non è chiaro il perché della scarsa fiducia nel giovane Domiziano da parte di Vespasiano e della predilezione manifestata per il solo Tito, mentre lui pur avendo ottenuto il consolato veniva tenuto lontano dal potere reale. Non mostrò segni di indole violenta in gioventù e, nonostante il culto della propria persona che volle imporre a un certo punto, non era particolarmente egocentrico o narcisista più di un qualsiasi sovrano dell'epoca, specie di un filo-ellenistico, e tale mossa è da interpretare come un atto politico di autocrazia e disprezzo verso il Senato; tuttavia, come Tiberio e a differenza di Claudio (che si era rifugiato negli studi, come lo stesso Domiziano, ma senza averne l'indole vendicativa), il trattamento di seconda importanza subìto dal padre lo aveva reso sospettoso, rancoroso e inasprito già nel momento di ascendere alla porpora nell'81.
Durante la guerra contro gli invasori daci, infine, in cui Domiziano si era impegnato, alcune legioni al comando di Lucio Antonio Saturnino, governatore della Germania, si ribellarono, costringendolo a firmare una pace affrettata e sfavorevole ai romani. Domiziano represse assai duramente e spietatamente la congiura. Questo fu il colpo finale alla psicologia dell'imperatore. Sentendosi tradito e colpito alle spalle in un momento di debolezza, Domiziano fu portato poi a vedere cospirazioni ovunque, anche oltre la loro reale esistenza (almeno altre tre congiure di palazzo, volte ad assassinarlo, di cui una riuscita che lo portò alla morte), e a difendere ulteriormente il culto della sua personalità e la propria sicurezza personale; instaurò così un regime di intolleranza e terrore, vivendo egli stesso nella paura e nell'insicurezza, chiuso nei suoi appartamenti. Questa situazione esacerbò infatti il carattere già diffidente dell'Imperatore, che divenne negli ultimi anni completamente paranoico, e si isolò dal suo ambiente.

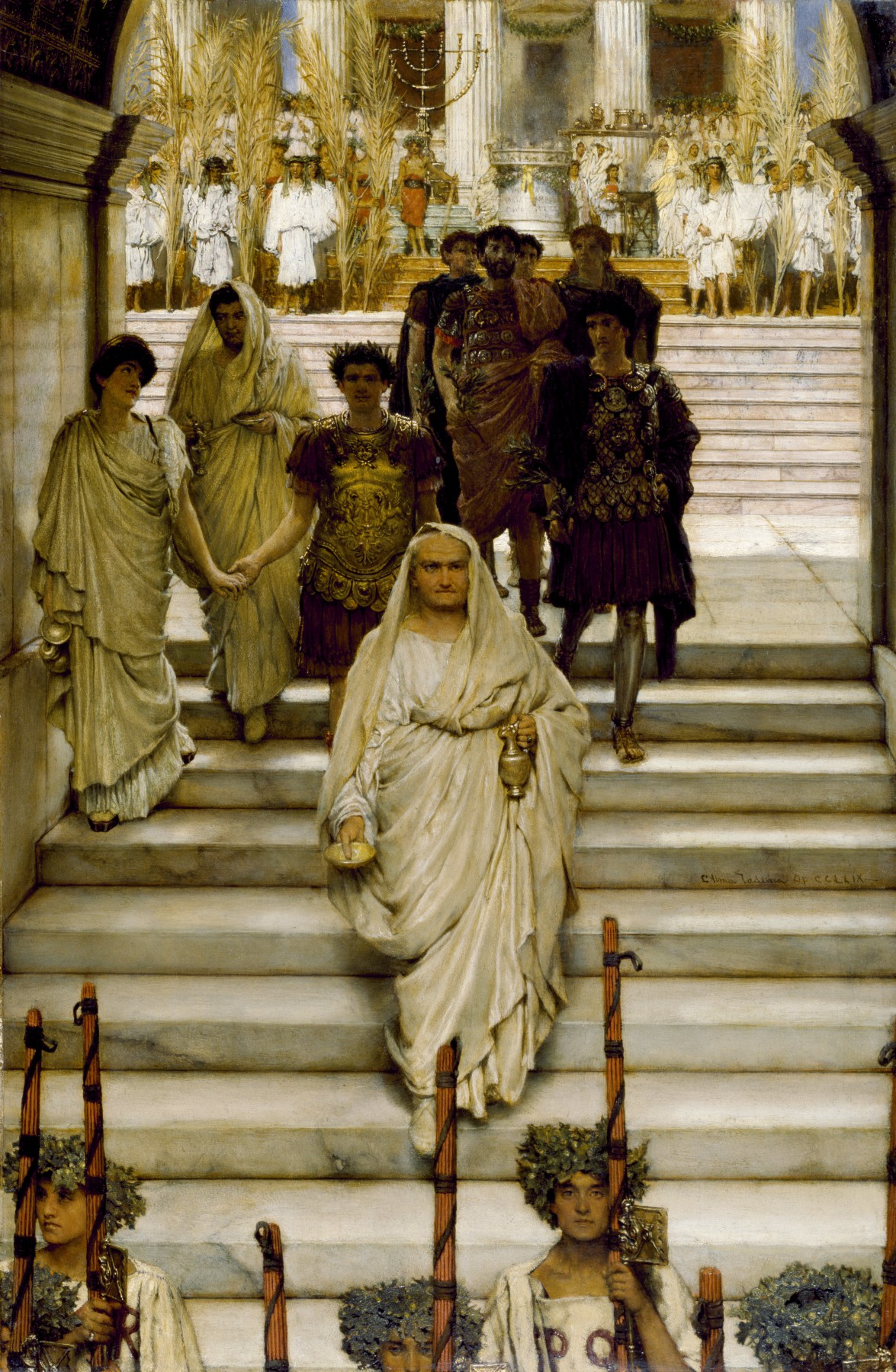
Il trionfo di Tito, di Lawrence Alma-Tadema (1885). La raffigurazione allude alla presunta relazione tra Tito (in secondo piano) e Domizia Longina (a sinistra, a fianco di Domiziano, che procede isolato). In primo piano, Vespasiano.

Gli storici dell'epoca lo ricordano però fin da giovane come un uomo sfuggente, difficile da comprendere, di cui restano poche informazioni personali nonostante i quindici anni del suo regno. Plinio il Giovane scrive che «era sempre alla ricerca di isolamento, senza mai uscire dalla sua solitudine se non per crearne un'altra», mentre Svetonio ricorda che «cenava da solo e fino all'ora di coricarsi altro non faceva se non passeggiare in disparte». Programmava dettagliatamente le proprie giornate e le attività che doveva svolgere. Nelle ore mattutine o mentre era al lavoro nel suo studio, usava spesso giocare da solo ai dadi.
Un altro curioso aneddoto sui passatempi preferiti di Domiziano è fornito da Aurelio Vittore e da altri: «Per qualche ora teneva lontani tutti e si metteva a inseguire battaglioni di mosche». Su questo fatto ritorna anche Svetonio come esempio della crudeltà del princeps, scrivendo: «All'inizio del suo principato, era solito, ogni giorno, isolarsi per alcune ore soltanto per acchiappare mosche, infilzandole con uno stiletto acuminatissimo, tanto che una volta Vibo Crispo, interrogato da un tale se ci fosse qualcuno con l'imperatore, gli rispose: - No, neppure una mosca»; l'aneddoto delle mosche è ricordato anche da Cassio Dione: «Sta per conto suo, non ha con sé nemmeno una mosca».
Quanto alla sua figura, gli storici dell'epoca ricordano l'alta statura, la bellezza, le guance spesso arrossate anche durante i momenti di tranquillità - particolare scambiato per collera e timidezza (per Tacito «il rossore che copriva in ogni momento il suo viso passava per modestia») - i grandi occhi sormontati da sopracciglia rialzate, lo sguardo inquietante (che spesso incontrava con fastidio quello altrui ed era a sua volta temuto), e il tono basso della voce. Durante il periodo più tirannico del suo governo, alle sedute del Senato Domiziano assisteva regolarmente, onde controllare quelli che considerava nemici; secondo i senatori «la peggiore delle nostre sventure era vederlo ed essere guardati da lui [...] il suo volto sinistro, coperto di quel rossore col quale si difendeva dalla vergogna, spiegava l'evidente pallore di tanti uomini». Piuttosto frugale e sobrio, «dopo la colazione del mattino dove mangiava di buon appetito, per il resto della giornata spesso non prendeva altro se non una mela [...] se dava frequentemente sontuosi festini, li faceva servire alla svelta, senza prolungarli oltre il tramonto».

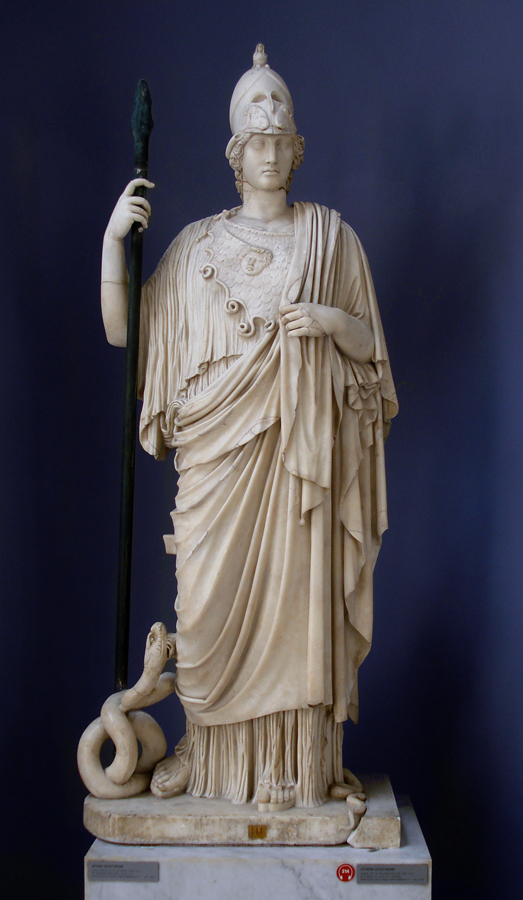
Statua di Minerva, divinità a cui Domiziano era molto devoto (Musei Vaticani, Città del Vaticano)

Riflessivo e dotato comunque di spirito, sembra aver amato la cultura e le tradizioni greche: citava volentieri Omero, conosceva la lingua, fu nominato arconte di Atene e concesse privilegi a Corinto, istituì a Roma giochi ellenici, a cui assisteva vestito alla greca, era religioso e devoto soprattutto di Atena (equivalente alla Minerva romana). Nonostante questo, per motivi meramente politici, decise di espellere tutti i filosofi greci da Roma negli ultimi anni di regno, per averlo criticato troppo o avere stretti rapporti con l'aristocrazia senatoriale. 
Domiziano era anche molto superstizioso. Secondo Svetonio, da bambino alcuni astrologi avevano predetto a Domiziano quale sarebbe stata la data e l'ora della sua morte e che essa sarebbe stata causata dal ferro. Si dice che suo padre Vespasiano lo avesse deriso in pubblico perché una volta, a tavola, si era rifiutato di mangiare i funghi (per timore forse di quelli che avevano avvelenato l'imperatore Claudio), e gli avesse ricordato che nel suo destino era scritto che si sarebbe invece dovuto guardare dal ferro. Avvicinandosi la data, cercò sempre responsi da oracoli e indovini per potere sfuggire alla previsione, e fece espellere gli astrologi nel timore che gli predicessero la morte imminente, e, sempre a quanto riportato da Svetonio, condannare a morte l'aruspice Largino Proclo, inviato in Italia dal governatore della Germania perché aveva predetto che Domiziano sarebbe morto il 18 settembre 96 (il giorno della congiura); l'esecuzione fu rinviata e Proclo si salvò, venendo premiato da Nerva. La sua morte sarebbe stata preceduta da diversi segni premonitori che terrorizzarono l'imperatore: alcuni fulmini colpirono il Campidoglio, il Tempio della Gens Flavia, il Palazzo imperiale e la sua camera da letto; una tempesta fece cadere dal piedistallo di una sua statua la targa con l'iscrizione e la gettò su una tomba vicina. Inoltre, Domiziano sognò che Minerva, la sua divinità prediletta di cui teneva una statua in camera da letto, fosse uscita dal sacrario, dicendogli di non poterlo più proteggere perché Giove l’aveva disarmata.
Una volta divenuto imperatore, Domiziano rinunciò a ogni attività letteraria portata avanti in gioventù, per dedicarsi interamente al governo, studiando gli atti amministrativi di Tiberio, ed era attento e perfezionista nel suo ruolo di gestore delle cose pubbliche. 
Gli storici del tempo lo dipingono comunque come ambizioso, con una forte volontà, ma così orgoglioso e arrogante da aver sempre pensato di meritare di governare più del padre e del fratello, verso il quale avrebbe continuato a mostrare risentimento e gelosia anche dopo la morte, criticandone gli atti e abolendo le feste in onore dell'anniversario della nascita di lui. Verso Vespasiano invece non manifestò particolare rancore, anzi continuò a celebrarlo.

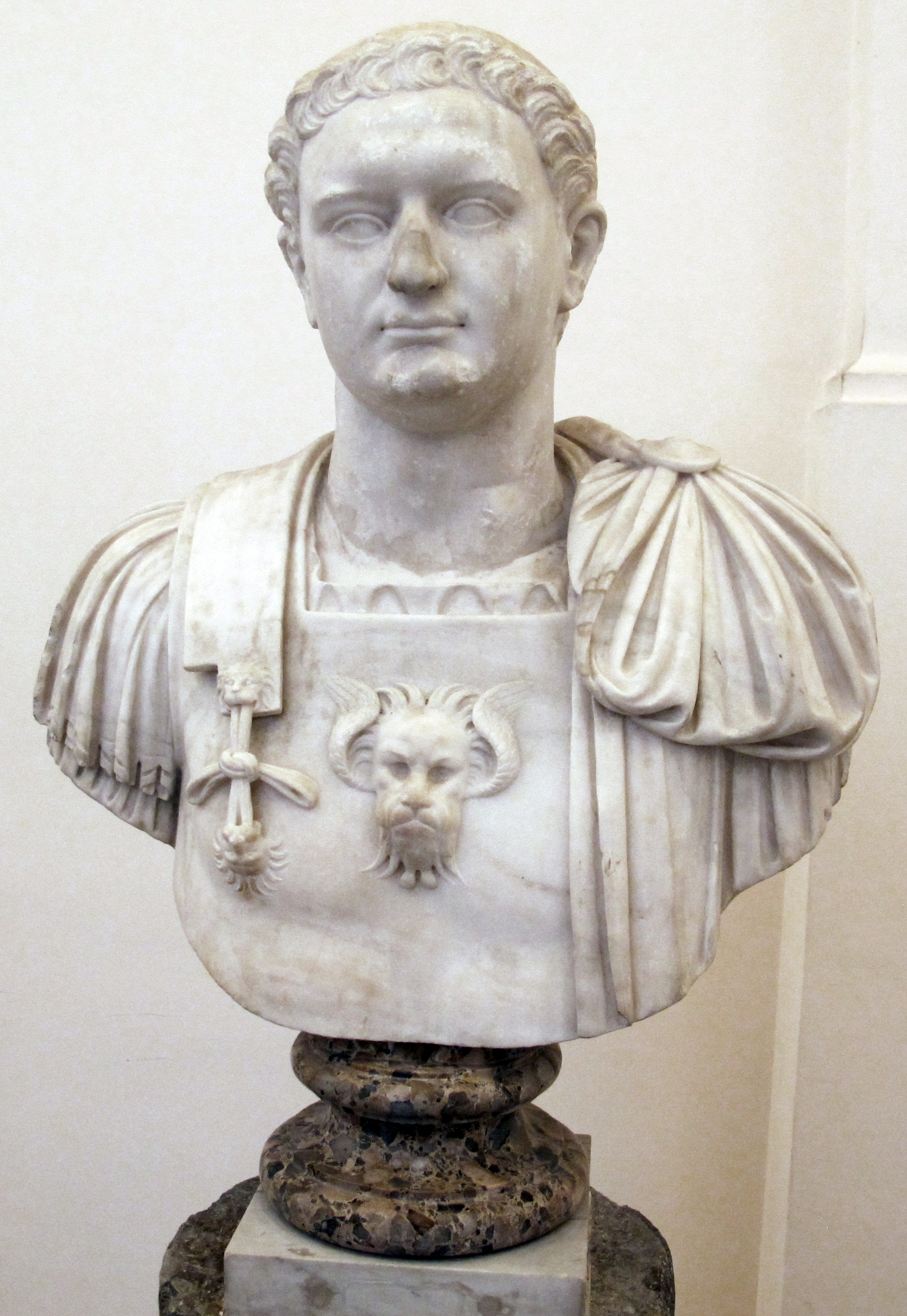
Busto di Domiziano

Durante gli ultimi tempi del principato di Tito, nonostante gli sforzi di questi di riconquistare l'affetto del fratello, Domiziano rimase diffidente; Tito al contempo aveva forse una relazione con la moglie di Domiziano, Domizia, cosa che contribuì forse ad esasperarlo, e provocando anche un non chiarito rimorso al morente imperatore. Quando era imperatore, la moglie Domizia lo tradì anche con Paride, un famoso pantomimo che egli fece uccidere per strada, ma, dopo averla ripudiata, si riconciliò con lei. Ebbe però numerose amanti, tra le quali la nipote Giulia, figlia del fratello Tito e moglie di Tito Flavio Sabino (forse fatto uccidere da Domiziano in quanto ritenuto colpevole di aspirare al soglio imperiale), che pure aveva rifiutato in sposa, non volendo divorziare da Domizia. Non nascose una così scandalosa relazione, nemmeno durante la vita di Tito, e si limitò a non volere figli da lei, imponendole più volte di abortire, così che Giulia morì di aborto; Giulia rimase probabilmente il suo più grande amore e furono sepolti assieme quando Domiziano fu assassinato.
Domiziano preferiva muoversi a piedi che a cavallo, benché si stancasse subito e non amasse passeggiare per Roma. Amava molto i giochi dei gladiatori e praticare il tiro con l'arco, in cui da giovane eccelleva. Poco portato agli esercizi fisici, Domiziano fu accusato di mollezza, di non amare la vita militare e di essere un dissoluto. Oltre a concubine, amanti e la frequentazione, secondo Svetonio, di prostitute con cui amava nuotare assieme con grande scandalo, ebbe anche relazioni omosessuali, come del resto il fratello Tito: il suo amore per Flavio Earino, suo schiavo affrancato, fu celebrato da Stazio e Marziale, solitamente molto moralista. Questi suoi comportamenti privati erano in contraddizione con la sua conclamata volontà pubblica di restaurare gli antichi costumi (in questo caso simile ad Augusto nella cui celebre posa si fece scolpire) e con la sua condotta di censore severo.

##### Stato di salute
Nonostante l'apparenza e la propria autocelebrazione ostentata, l'aspetto fisico di Domiziano si deteriorò rapidamente, ingrassò molto e con l'età peggiorò la salute, nonostante fosse solo quarantenne; come Giulio Cesare era a disagio con la sua parziale calvizie (per cui era deriso alle spalle dai senatori con il soprannome di "Nerone calvo"), passando molto tempo a sistemarsi i capelli prima di presentarsi in pubblico. La sua vista era debole, probabilmente come Nerone era miope. Scrive Svetonio:
 Scrisse un opuscolo sulla cura dei capelli, indirizzato a un suo amico, in cui cercava di consolare anche sé stesso: 
(Domiziano riportato da Svetonio)
Era infastidito dai rumori forti, e talvolta presentava strani modi di gesticolare e atti ripetitivi, come, secondo Svetonio, dondolare la testa. Sia Svetonio sia Cassio Dione riportano che l'imperatore avesse come una sorta di ansia sociale che lo tormentava: egli mostrava difficoltà nelle relazioni emotive interpersonali, talvolta avversione al contatto fisico, nonché fastidio verso la vita sociale, non solo di corte: è riportato che non avesse rapporti di amicizia o confidenza con nessuna persona, ad eccezione di poche donne, e questo poteva apparire una stranezza o mancanza di carattere agli occhi degli uomini romani, contribuendo di riflesso alla sfiducia e all'ulteriore irritazione di Domiziano per l'atteggiamento servile, ma secondo lui ipocrita e sprezzante dei cortigiani.

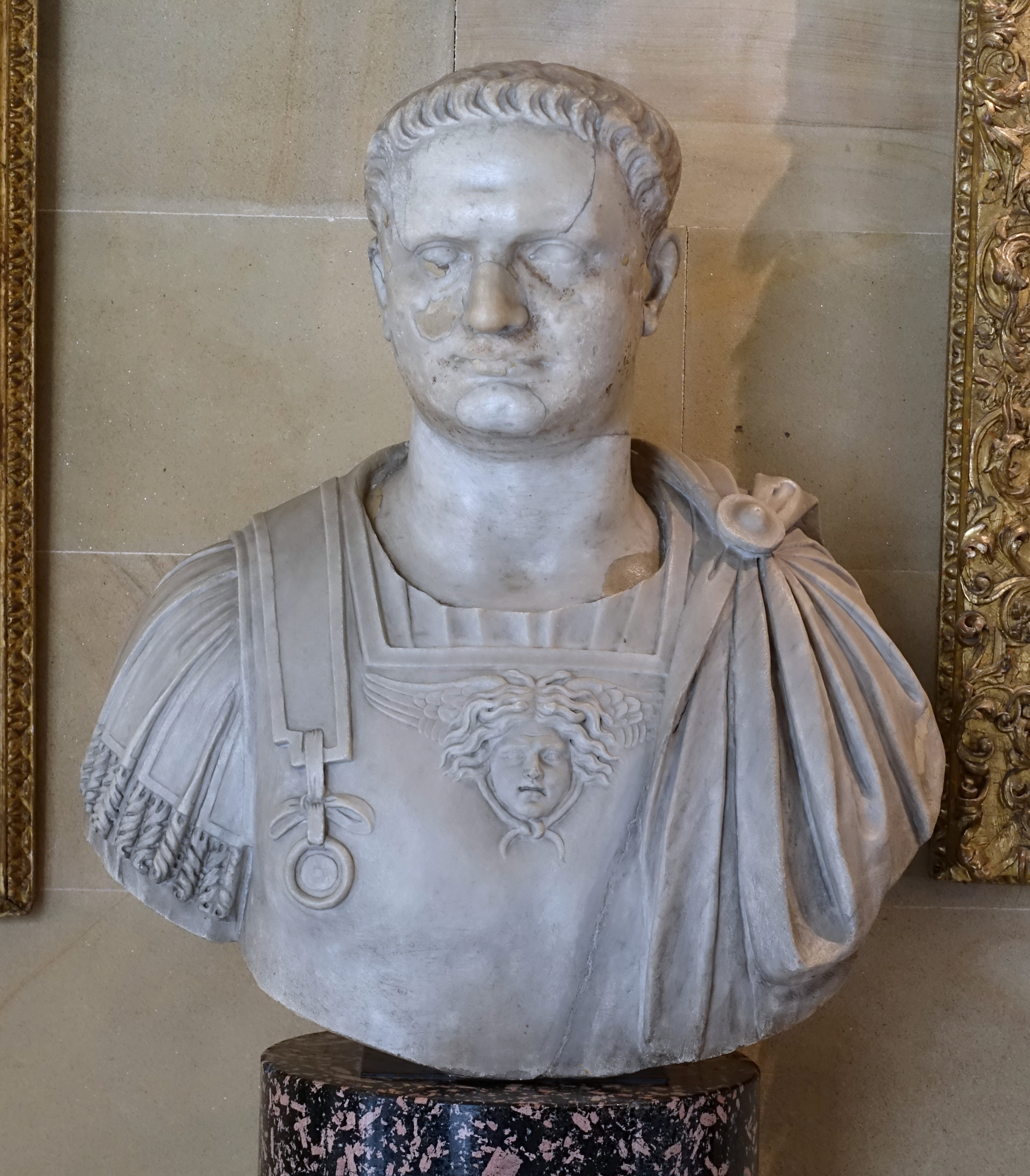
Domiziano negli ultimi anni del suo principato

Domiziano «diceva che la sorte dei principi era miserabile, perché sono creduti se annunciano la scoperta di una congiura, solo quando vengono uccisi».
Misantropo e collerico, era diffidente anche delle lodi ricevute: «s'irritava allo stesso modo con chi si mostrava cortigiano e con chi cortigiano non era: secondo lui, gli uni volevano lusingarlo, gli altri disprezzarlo». Sono state proposte diverse diagnosi retrospettive per i bizzarri comportamenti del principe. Secondo uno studio, la biografia di Svetonio mostra che Domiziano avesse una delle prime forme documentate di sindrome di Tourette, grave forma neurologica caratterizzata da compresenza di molti tic e talvolta insonnia, volontà di appartarsi quando il disturbo è forte, comportamenti autolesionistici, ansiosi e patologici. Lo scienziato Jerome Nriagu ipotizza che, come altri ricchi romani (secondo lui almeno 19 imperatori su 30), anche Domiziano soffrisse, come concausa del suo declino psicofisico rapido, anche di cronico avvelenamento da piombo, dovuto soprattutto all'uso di addolcire il vino con lo zucchero di Saturno (diacetato di piombo), oltre che di conservarlo talvolta in contenitori di piombo metallico.

Queste ipotesi spiegherebbero molti tratti eccentrici della personalità dell'imperatore fin da adolescente, prima ancora di scivolare nella paranoia degli ultimi anni in seguito alle congiure sventate. Oltre al decadimento fisico, anche lo stato mentale dell'imperatore, inizialmente nemico dei delatori e infastidito anche dalla vista del sangue nei sacrifici animali («aborriva o affettava di aborrire tanto dal sangue che vietò d’immolare i buoi o altri animali»), si deteriorò sempre più, al punto di vergare personalmente su tavolette di legno di tiglio liste di presunti cospiratori da eliminare. 
(Svetonio, Domiziano)

#### Rapporti con il Senato

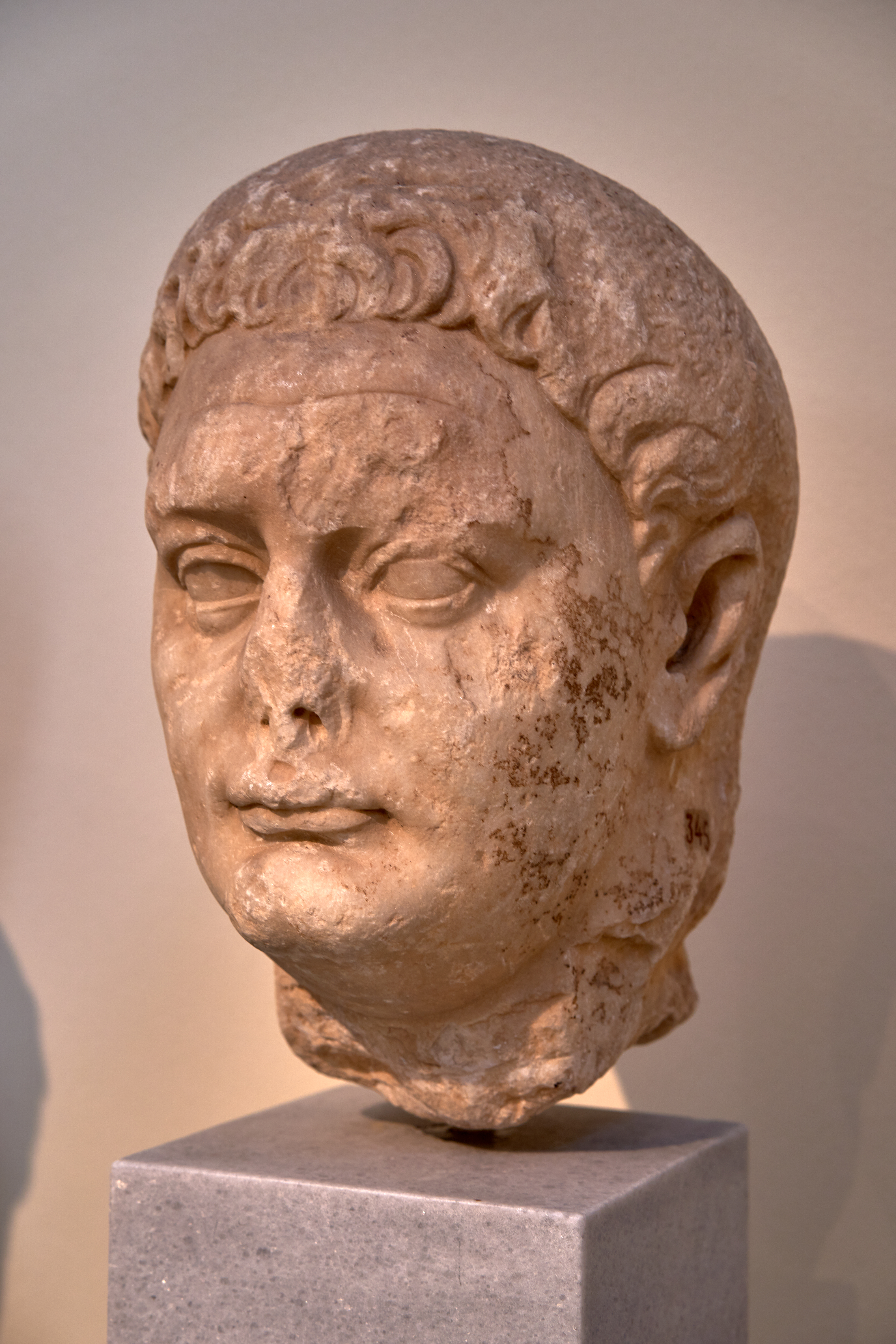
Testa di Domiziano (Museo archeologico nazionale, Atene)

Domiziano fu console ininterrottamente dall'anno 82 all'88 d.C.e poi nel 90, nel 92 e nel 95: in tutta la sua vita ottenne 17 consolati; nell'85 si fece attribuire la censura perpetua, carica particolarmente importante perché consentiva di condizionare l'attribuzione delle magistrature e la composizione stessa del Senato. Un'iscrizione del 93 lo ricorda «Imperator Caesar, Divi Vespasiani filius, Domitianus Augustus Germanicus, pontifex maximus, tribunicia potestate XII, imperator XXII, consul XVI, censor perpetuus, pater patriae». Da parte sua, la moglie Domizia Longina ottenne il titolo di Augusta.
Essendo entrato, già con la dinastia giulio-claudia, l'uso della divinizzazione post mortem degli imperatori e dei loro diretti famigliari, il culto dei Flavi fu curato da un collegio di quindici sacerdoti, i Sodales Flaviales Titiales, celebrato in un tempio appositamente fatto costruire da Domiziano e dedicato alla dinastia flavia. Non avendo figli da Giulia Flavia né da Domizia Longina (da lei ne ebbe uno o due, ma morirono poco dopo la nascita), Domiziano decise che fossero Vespasiano e Domiziano, i figli del cugino Flavio Clemente e della nipote Domitilla, a succedergli, facendoli appositamente educare da Quintiliano.
La maggior parte dei senatori gli era ostile per principio: la decadenza, iniziata nel I secolo a.C., del tradizionale sistema clientelare radicato intorno agli aristocratici, a causa del sorgere e dello sviluppo di un nuovo tipo di clientela, militare e provinciale, che si organizzava intorno al principe, patrono e capo militare, favoriva l'ostilità nei confronti dell'istituto imperiale, che sottraeva l'assegnamento al patriziato delle magistrature, fonti di enormi arricchimenti, che ora andavano a favore degli homines novi prevenienti dalle file dell'esercito e dall'apparato burocratico legato al principe, e relegava sempre di più il Senato aristocratico, progressivamente svuotato di potere, a una funzione di ratifica di decisioni prese nel palazzo imperiale.
Tuttavia l'atteggiamento dei senatori non poteva essere apertamente ostile: al contrario, benché accadesse che complottassero segretamente, essi mostravano spesso un'apparente ammirazione che si manifestava in concreti omaggi, come l'ordinazione di giochi, la celebrazione di sacrifici, la commissione di statue, la costruzione di archi trionfali. Il comportamento dell'aristocrazia senatoria era imitato da una corte di letterati, che dalle loro lusinghe speravano di ricavare protezione e privilegi: si distinsero per cortigianeria verso Domiziano intellettuali del valore di Marziale, di Quintiliano, di Silio Italico e di Stazio. Si comprende come lo scetticismo, la diffidenza e il disprezzo dell'imperatore nei confronti dei cortigiani e dell'ambiente senatorio, che una storiografia immediatamente posteriore attribuirà a patologie della sua personalità, potessero avere altre e più reali motivazioni.
Domiziano rifiutò di rinunciare al diritto di condannare a morte i senatori responsabili di gravi reati, annullò la legge di Roscio Cepio che prevedeva il pagamento di un'indennità a favore dei senatori di nuova nomina, e ripristinò l'onere, imposto da Claudio ai questori entrati in carica, di offrire al popolo giochi gladiatorii. Intenzionato a non ricorrere al consulto del Senato, si rivolse a un gruppo di personalità di provata esperienza, pratica già sperimentata da Vespasiano e Tito, per riceverne consigli e indicazioni di amministrazione e di governo: tra questi, il giurista Pegaso, già console, governatore e praefectus urbi sotto Vespasiano come sotto Domiziano, Quinto Vibio Crispo, console nell'83, Marco Arrecino Clemente, cognato di Tito, già console e prefetto del pretorio, Valerio Festo, console nel 71, Marco Acilio Glabro, Rubrio Gallo, Lucio Valerio Catullo Messalino, il prefetto del pretorio Gaio Rutilio Gallico e il prefetto all'Urbe Tito Aurelio Fulvo, nonno di Antonino Pio.
Si circondò di segretari – i procuratores – tanto aristocratici quanto cavalieri o di più oscura origine, che così accumulavano ingenti fortune, come il liberto Claudio, procurator a rationibus (o procurator fisci), cioè alle finanze, gestite, dopo la sua caduta in disgrazia verso l'85, da un certo Fortunato Attico; il procurator ab epistulis Ottavio Titinio Capitone lodato da Plinio il Giovane, era il vero e proprio segretario particolare del principe, che esaminava la corrispondenza intrattenuta con i maggiori funzionari e disponeva le risposte; vi era anche il segretario a cognitionibus, preposto a istruire i processi giudicati dall'imperatore; Entello fu il suo segretario a libellis, che si occupava delle petizioni rivolte all'imperatore, mentre un segretario a studiis si occupava degli archivi.
Tuttavia il suo regno rimase ancora una diarchia, perché, se Domiziano ostentò indifferenza o disprezzo riguardo alle prerogative del Senato, non osò nemmeno diminuirne i poteri, conoscendo la forza e il prestigio di cui quell'istituzione ancora godeva; della carica di censore si avvalse solo per escludervi per indegnità un unico senatore, un certo Cecilio Rufo, e fece consoli personaggi aristocratici come Lucio Antonio Saturnino nell'82, Lucio Volusio Saturnino nell'87, Quinto Volusio Saturnino nel 92 e Tito Sestio Magio Laterano nel 94.

#### La religione

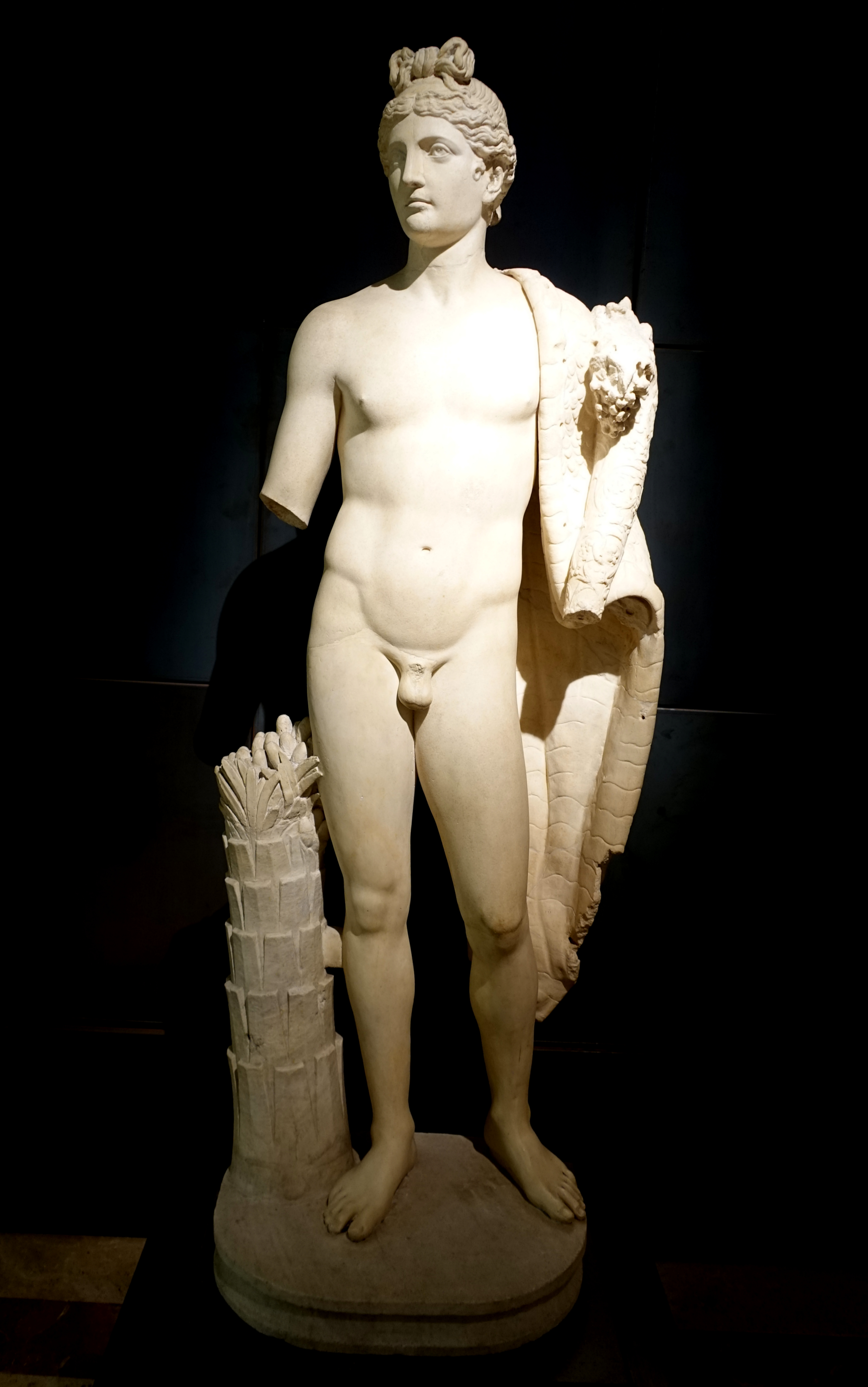
Genio di Domiziano (Musei Capitolini, Roma)

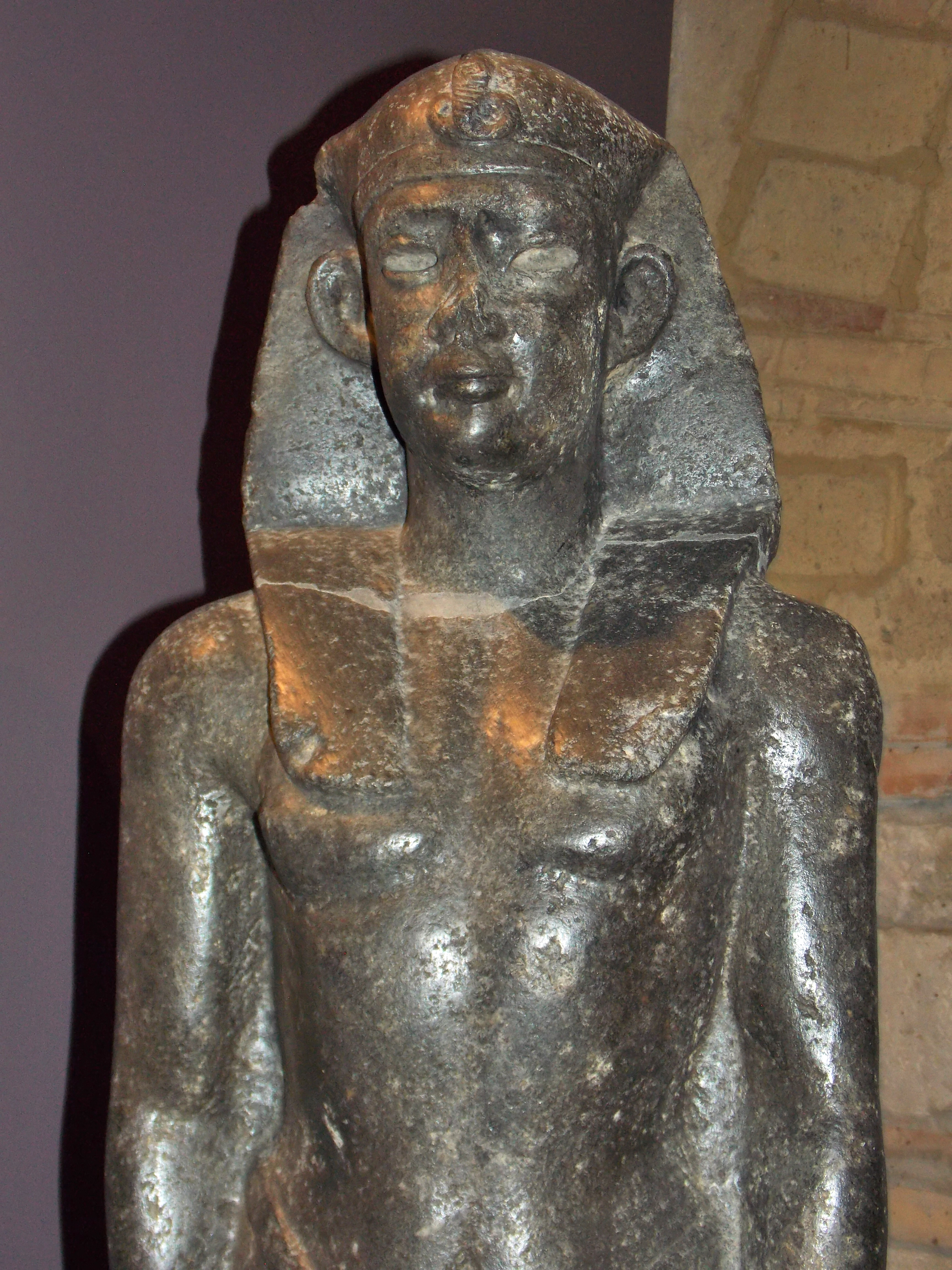
Statua di Domiziano ritratto come faraone, rinvenuta a Benevento.

Come tutti gli imperatori, rivestendo la carica di pontefice massimo, Domiziano dovette occuparsi del culto, della costruzione e del restauro dei templi. Nella tradizione di Augusto e del padre Vespasiano, egli si mostrò seguace dell'antica religione romana, da lui privilegiata rispetto ai culti orientali che, incentrati sulla dea Iside, conoscevano una crescente diffusione a Roma. Tuttavia fece anche costruire il tempio di Iside a Benevento, dove è ritratto in veste di faraone egizio.
Fece restaurare il Tempio di Giove Capitolino che, già danneggiato nel 70 al tempo della guerra contro Vitellio, bruciò ancora nell'80: senza mutare la pianta di questo tempio esastilo, Domiziano lo fece decorare con particolare magnificenza, con porte e tetto di bronzo dorato: «neppure il patrimonio del maggiore contribuente romano sarebbe bastato a pagare il costo della sola doratura, che ascese a più di 12.000 talenti». Le colonne furono intagliate in marmo pentelico ma, nel giudizio di Plutarco, risultarono troppo sottili.
Il frontone, sormontato da una quadriga, vedeva al centro Giove tra Giunone e Minerva; a destra Mercurio, Esculapio, Vesta, il Sole su una biga, altre tre figure e il Tevere; a sinistra, un eguale numero di figure in corrispondenza. All'interno furono erette quattro colonne ottenute con la fusione del metallo degli speroni delle navi di Cleopatra catturate ad Azio. Il tempio fu inaugurato nell'82 ed esistette fin verso il VI secolo. Anche la cosiddetta capanna di Romolo, conservata nel tempio, fu restaurata. A fianco del tempio di Giove Capitolino fece erigere un santuario dedicato a Giove Custode che trasformò poi in tempio: sull'altare erano rappresentate in bassorilievo le sue gesta, mentre la sua immagine era impressa nella statua stessa del dio.

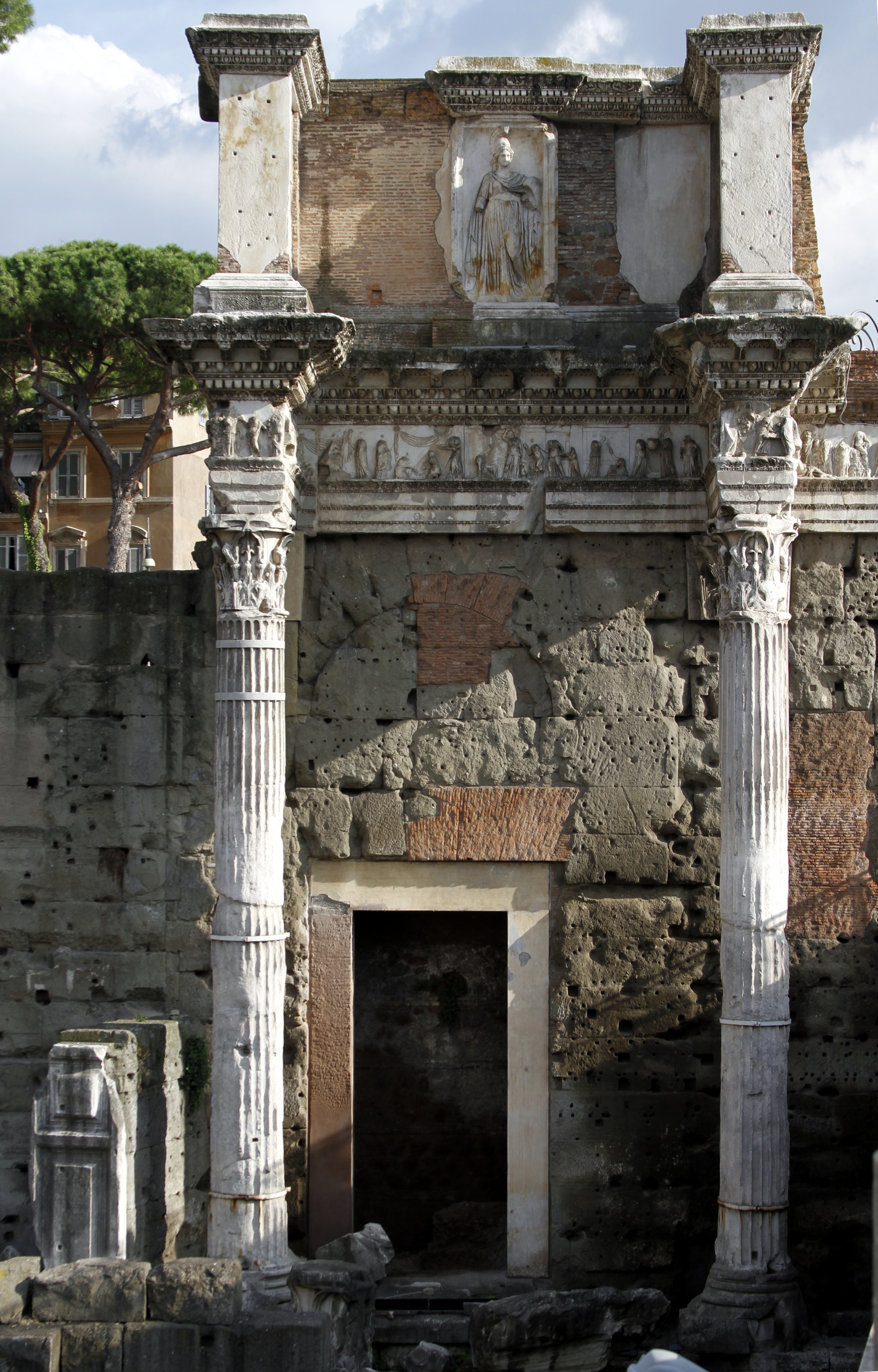
Resti del Foro di Nerva, cominciato sotto Domiziano (Fori Imperiali, Roma)

Domiziano edificò in Campo Marzio – dove ora sorge la basilica di Santa Maria sopra Minerva - il tempio di Iside e Serapide, affiancandovi un tempio dedicato a Minerva, la dea alla quale egli fu particolarmente devoto, la cui statua, la cosiddetta Minerva Giustiniani, si è conservata. Un altro santuario dedicato alla dea fu costruito accanto al restaurato tempio di Castore, sotto il Palatino e, soprattutto, fu edificato un grande tempio dedicato a Minerva nel cosiddetto Foro transitorio o Foro di Nerva, del quale sono visibili ancora resti dell'elegante portico e un rilievo con l'immagine della dea. Ad Albano, con l'inizio della primavera, venivano celebrate le feste, istituite dall'imperatore in onore di Minerva, presiedute dai sacerdoti della dea, durante le quali si svolgevano rappresentazioni teatrali, concorsi poetici e musicali e giochi del circo. Stazio vi fu premiato celebrando le guerre di Germania e di Dacia.
Marziale riferisce di due templi dedicati a Giunone da Domiziano e di un tempio a Ercole eretto all'ottavo miglio della via Appia, la cui statua avrebbe riprodotto le fattezze dell'imperatore. Sotto il Campidoglio, accanto al tempio della Concordia, fu inaugurato nell'87 un tempio dedicato a Vespasiano, del quale rimangono tre colonne corinzie scanalate che reggono i resti di una trabeazione e le tracce di un ampio piedistallo che doveva sostenere le statue di Vespasiano e di Tito. Può anche darsi che l'atrio che affiancava a nord la Curia abbia preso in quegli anni il nome di Chalcidicum Minervae.
Anche nella statua equestre in bronzo eretta nel foro in suo onore dal Senato nell'89 vi era un omaggio a Minerva: Domiziano teneva nella mano sinistra l'immagine della dea che a sua volta sosteneva una testa di Medusa. La sua devozione a Minerva si espresse anche con la creazione della Legio I Minervia e la rappresentazione della dea in molte monete coniate sotto il suo regno. Presso porta Flaminia eresse un tempio alla Fortuna Reduce e un arco di trionfo per celebrare la spedizione contro i Sarmati, nel quale erano riprodotte due coppie di elefanti condotte dallo stesso Domiziano in veste di auriga.
Infine, sul luogo della sua nascita fece costruire un tempio-mausoleo dedicato ai Flavi, nel quale furono poste le ceneri di Vespasiano, di Tito e dello stesso Domiziano. Il mausoleo è scomparso, ma doveva sorgere tra i giardini di Sallustio e le terme di Diocleziano, probabilmente all'altezza dell'attuale quadrivio delle Quattro Fontane. Nella sua funzione di pontefice massimo Domiziano fu responsabile, verso l'83, della condanna a morte di tre vestali, per violazione del voto di castità, mentre i loro seduttori furono esiliati: la grande sacerdotessa Cornelia, già assolta, fu nuovamente giudicata e condannata nell'89 a essere sepolta viva, malgrado le sue proteste d'innocenza.

#### La censura

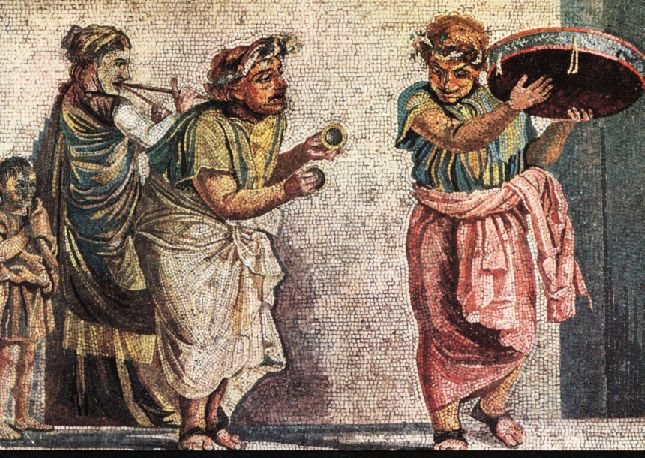
Mosaico pompeiano: i commedianti (Museo archeologico nazionale, Napoli)

Come censore, egli aveva il dovere di vigilare sulla moralità dei cittadini. Espulse dal Senato l'ex-questore Cecilio Rufino a causa della sua eccessiva passione per la danza, vietò agli attori di pantomime, considerate gli spettacoli teatrali più immorali fra tutti, di mostrarsi in pubblico, permettendo le recite solo in locali privati. Si conosce qualche nome di questi attori, alcuni dei quali furono del resto apprezzati dallo stesso Domiziano, come Latino, la sua amante Thymele, Pannicolo, Paride, amante della stessa imperatrice Domizia, per il quale Stazio compose l'opera Agave. Domiziano fece distruggere i numerosi libelli che circolavano contro i personaggi più in vista della città, proibì alle prostitute l'uso della lettiga e il diritto di ereditare, vietò la castrazione degli schiavi, applicò con rigore la lex Scantinia contro l'omosessualità e la lex Iulia contro l'adulterio e il concubinato.
Stabilì che, secondo antiche usanze, si dovesse assistere agli spettacoli pubblici indossando la toga bianca, non fossero più dati giochi, come era ormai abitudine concedere dai magistrati in favore della plebe o dai patroni ai loro clienti, ma che, come in tempi più antichi, fossero distribuiti unicamente dei viveri. A volte si occupò personalmente di cause giudiziarie, modificò sentenze che ritenne ingiuste e perseguì i magistrati corrotti: si conosce un caso di concussione di un edile, giudicato dal Senato su suo ordine. Non accettò beni in eredità da chi avesse lasciato dei figli, fissò in cinque anni la prescrizione in materia di evasione fiscale e stabilì un'amnistia per gli scrivani dei questori che, contro la lex Clodia, avessero praticato un'attività commerciale.
La sua amministrazione fu lodata persino da Svetonio: Domiziano «si occupò assiduamente e accuratamente della procedura giudiziaria [...] punendo i giudici venali [...] i magistrati della capitale e delle province furono tenuti così a freno che mai, come ai suoi tempi, vi furono tanti funzionari onorati e giusti».

#### Politica economica e urbanistica. Le feste popolari
(Marziale, VIII, 36)

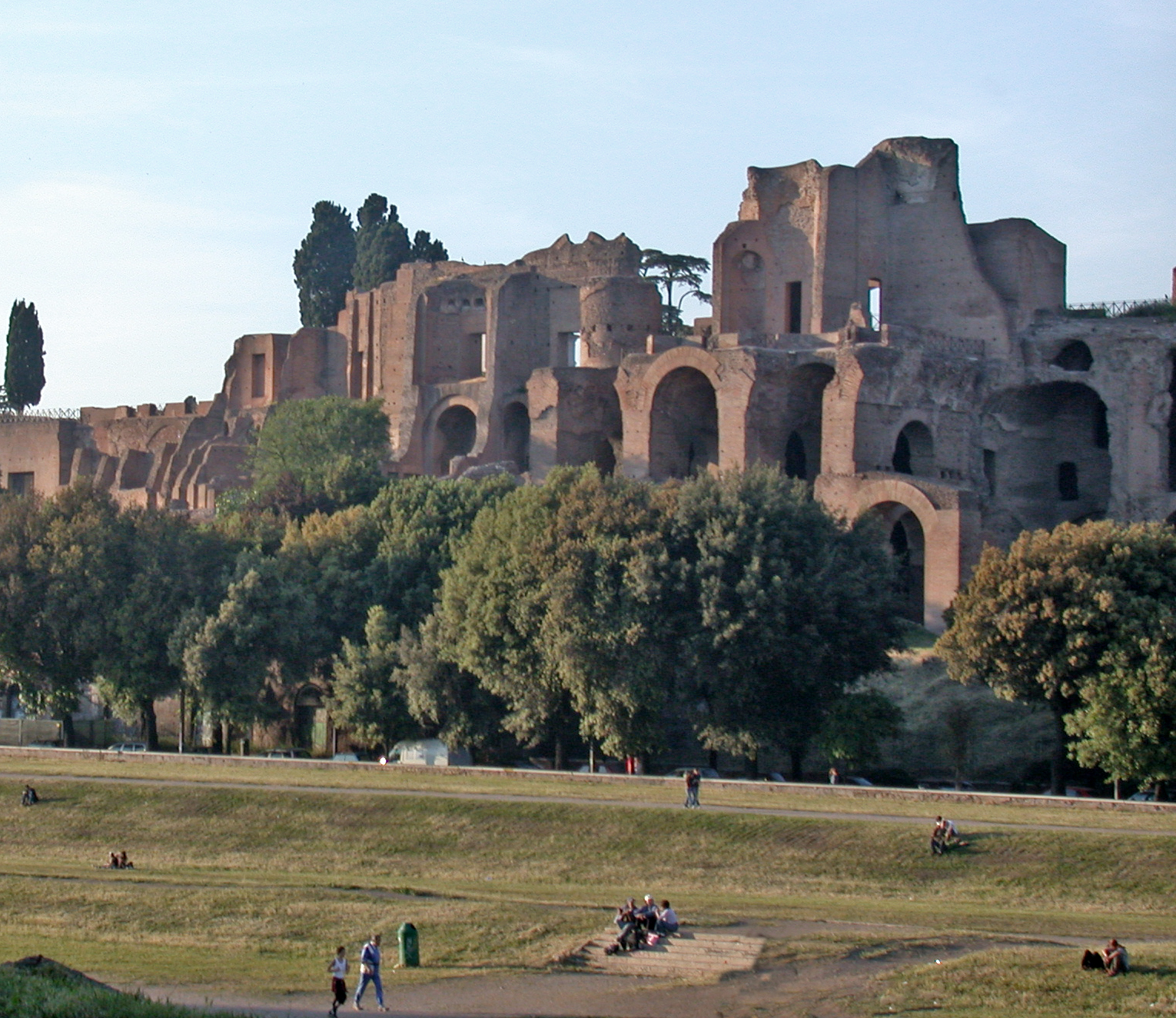
Resti della Domus Augustana, parte del palazzo di Domiziano sul Palatino (Roma)

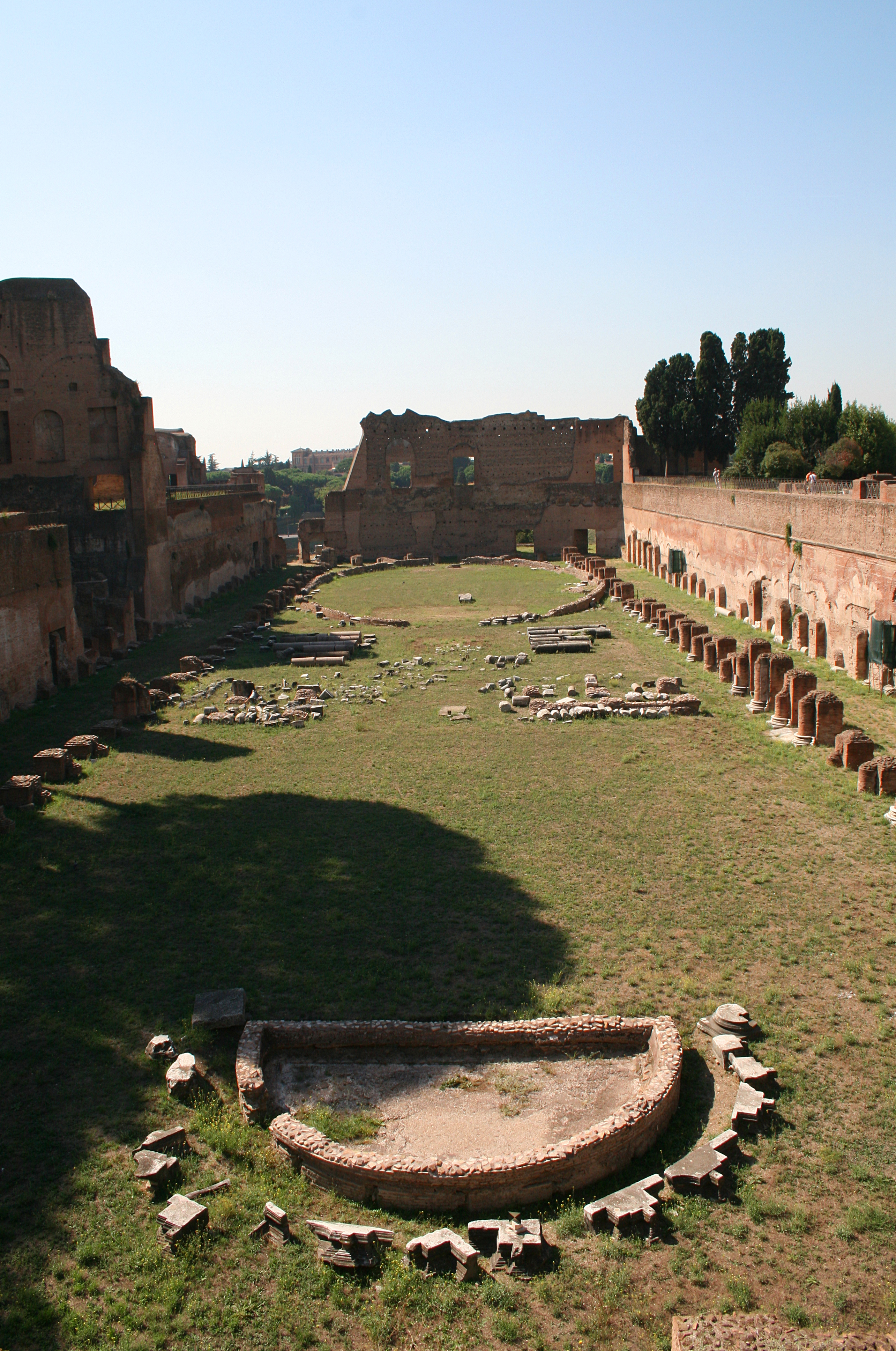
Resti dello stadio palatino (Roma)

L'intensa attività edilizia di Domiziano non si spiega soltanto con una presunta mania di grandezza dell'imperatore, ma anche per la necessità di completare costruzioni già avviate dai suoi predecessori e di porre rimedio al grande incendio che, dopo quello celebre avvenuto sotto Nerone, devastò ancora Roma nell'anno 80. Quando non abitava a Roma, Domiziano amava risiedere sia nella monumentale villa che si fece costruire sui Colli Albani, dalla quale poteva ammirare il panorama della campagna romana e dei laghi di Albano e di Nemi, sia in ville site a Tuscolo, a Gaeta e sul mare, ad Anzio, sulla penisola del Circeo e a Baia. Il grande palazzo sul colle Palatino fu progettato dall'architetto Rabirio e venne terminato intorno al 92.
La sua imponenza diede occasione ai cortigiani di esprimere grandi lodi così come ai detrattori di criticare l'imperatore. Oltre ai numerosi templi, fu eretta nella II regione – il Celio - la Mica Aurea, un padiglione privato che non è chiaro dove esattamente sorgesse, l'arco di Tito sulla via Sacra, e furono terminate le costruzioni del Colosseo, della Meta sudante e delle terme che poi presero il nome di Traiano. Fece costruire la via che porta il suo nome, la via Domiziana, che si raccordava alla via Appia a Sinuessa, dove un arco trionfale indicava l'inizio della strada che giungeva fino a Cuma - unendo così Roma con il golfo di Napoli - e fece anche restaurare l'antica via Latina.
Di molti lavori pubblici eseguiti nelle province non si hanno notizie probabilmente a causa della damnatio memoriae decretata dal Senato dopo la sua morte, che portò alla distruzione delle iscrizioni che lo riguardavano. Si sa tuttavia di costruzioni di strade nella Betica, in Galazia, Cappadocia, nel Ponto, in Licaonia, in Paflagonia, di opere non precisate ad Antiochia e della fondazione della città di Domizianopoli in Isauria. Diede incarico all'architetto Apollodoro di costruire a Roma un teatro musicale le cui tracce sono ancora visibili accanto al palazzo Massimo alle Colonne, edificato nel Cinquecento da Baldassarre Peruzzi, che Polemio Silvio arrivò a considerare una delle sette meraviglie del mondo, e il cosiddetto Stadio di Domiziano, la cui forma è conservata dalla celebre piazza Navona.

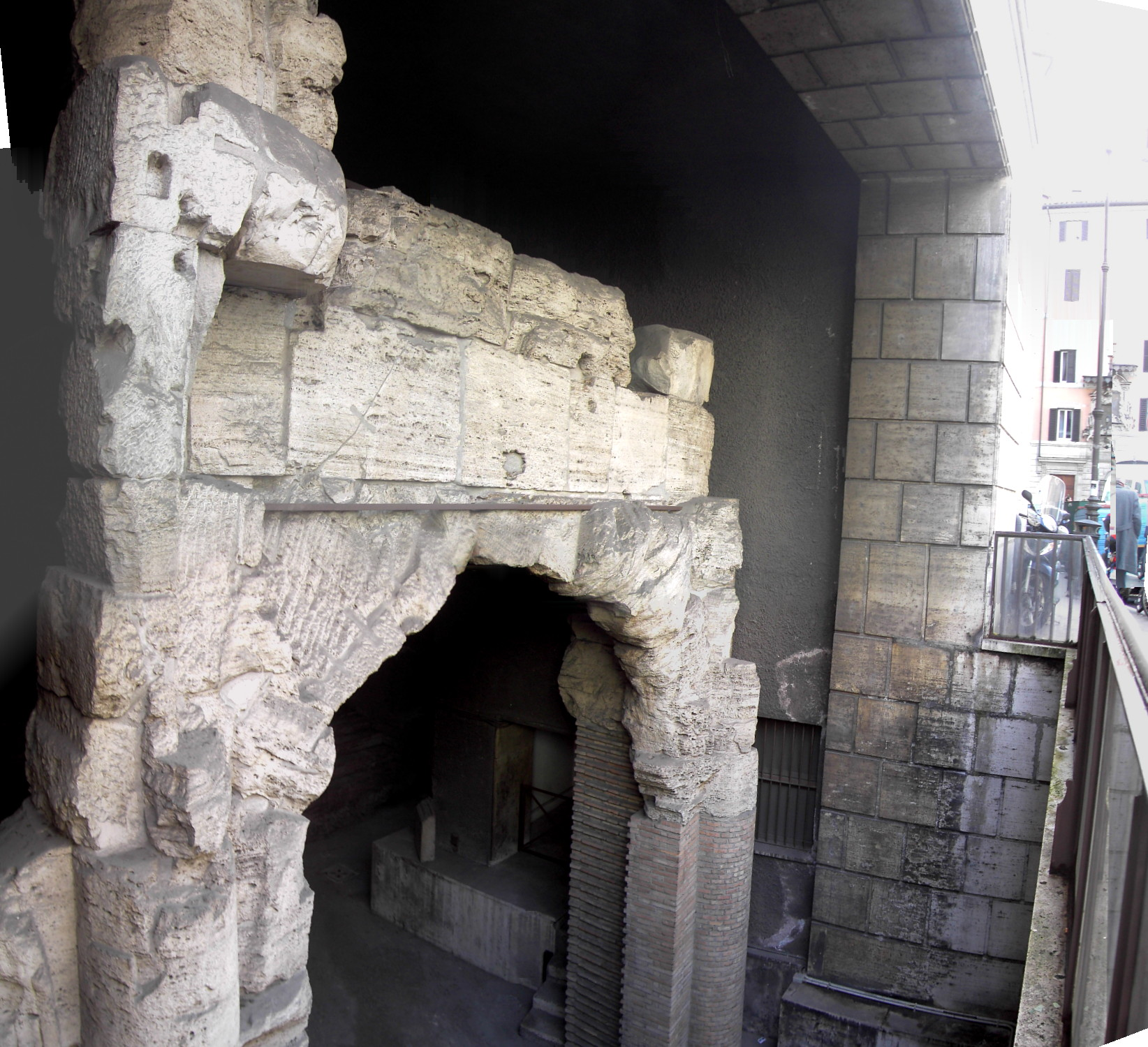
Resti dello stadio di Domiziano, a Roma

Istituì nell'86 una serie di giochi, come il Quinquennale certamen Capitolinum che prevedeva gare musicali, ginniche ed equestri, in cui il premio era una corona di quercia. Esso era presenziato dallo stesso imperatore, rivestito della toga bordata di porpora e incoronato con le immagini di Giove, Giunone e Minerva. Ripropose le Quinquatria Minervae, ossia una festa di cinque giorni (19 - 23 marzo) nella sua villa sui colli Albani in cui si tenevano cacce, spettacoli teatrali, gare di oratori e poeti, in cui il premio era una corona aurea d'ulivo. Si conoscono i nomi di alcuni vincitori: Caro, personaggio altrimenti ignoto, che vinse la corona d'oro di Minerva non si sa in quale anno, Collino, che vinse la corona di quercia nell'86, e Scevo Memore, fratello del poeta Turno, vincitore nel 90. Il celebre Stazio non riuscì a vincere il concorso di poesia nel 94 e per la delusione abbandonò Roma; quell'anno debuttò e si fece ammirare un ragazzo di dodici anni, Quinto Sulpicio Massimo, morto prematuramente, mentre Palfurio Sura ottenne il premio di eloquenza con un elogio di Giove Capitolino.
Come il padre e il fratello – e come, anni prima, Nerone - Domiziano comprendeva che le feste e i giochi erano un mezzo per ingraziarsi il popolo e sembra, del resto, che egli stesso ne fosse appassionato, tanto da far costruire uno stadio ad Albano e uno sul Palatino. Nel Colosseo, che fu terminato sotto il suo regno, si tennero numerosi i combattimenti di gladiatori, cacce, un combattimento navale e le più diverse invenzioni. Fece distribuire regalie in occasione della festa del Septimontium, e nel corso delle celebrazione dei trionfi militari. Durante il suo regno, continuarono le distribuzioni gratuite di grano alla popolazione romana, unitamente a un donativo particolare di 300 sesterzi a ciascuno dei 200.000 aventi diritto.
Tra le iniziative di carattere sociale ed economico, va ricordato che Domiziano intervenne per risolvere la questione delle terre d'Italia rimaste di proprietà del demanio, ma occupate dai contadini dopo la loro divisione tra i veterani di Augusto alla fine delle guerre civili, riconoscendone l'usucapione o il pieno diritto di proprietà, se questi ne erano da tempo usufruttuari, attraverso un apposito editto. La gestione della spesa pubblica sembra essere stata equilibrata: all'inizio del regno rivalutò la moneta del 12%, salvo doverla svalutare nell'85, riportandone il valore al livello stabilito da Nerone nel 65. Si è stimato che le entrate fiscali raggiungessero i 1.200 milioni di sesterzi, un terzo delle quali destinato al mantenimento dell'esercito.

#### Politica estera
Durante le guerre di Dacia, negli anni 86-89, la Mesia fu divisa nelle due province della Mesia Superiore e Inferiore: Lucio Funisulano Vettoniano è il primo a essere citato come legato delle province di Dalmazia, Pannonia e Mesia Superiore, mentre occorre attendere l'anno 100 per conoscere il nome di un governatore della Mesia Inferiore, Quinto Pomponio Rufo. Alla fine del regno di Domiziano furono invece unite le province di Galazia e Cappadocia, governate da Tito Pomponio Basso.

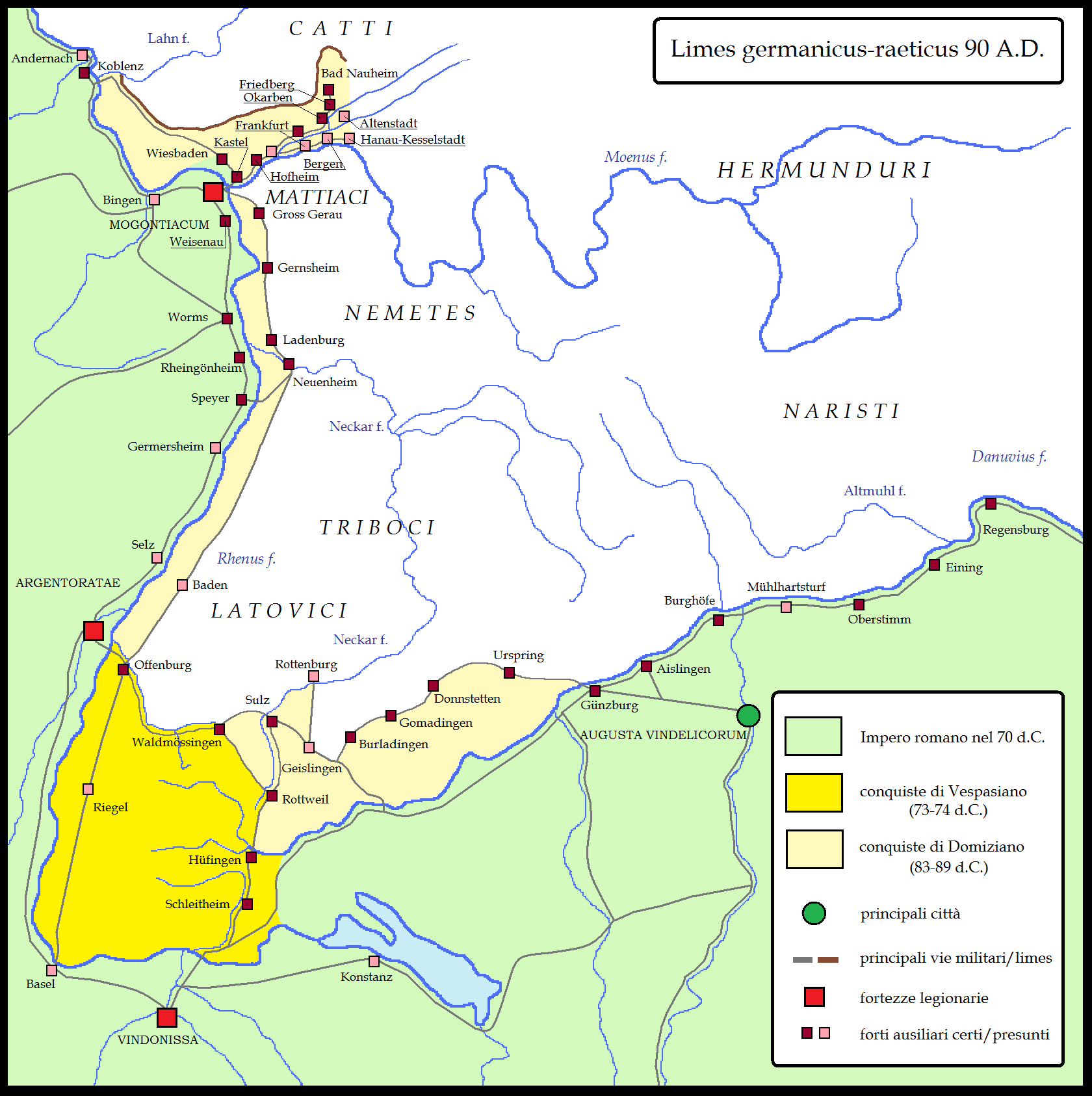
Il limes germanico-retico nel 90, al termine delle campagne germaniche di Domiziano

Domiziano rese ufficiale l'istituzione delle due province della Germania superiore e inferiore, territori già così chiamati e amministrati anche civilmente da due comandanti militari, i legati pro praetore dell'esercito della Germania inferiore e superiore. Nel 90 è attestato Lucio Giavoleno Prisco come legatus consularis della provincia della Germania superiore: forse l'istituzione ufficiale di queste due province fu la conseguenza della guerra cattica dell'83, nella quale i Romani acquisirono territori oltre il Reno che furono incorporati nella Germania superiore. Dopo la vittoria sui Catti, Domiziano ottenne il trionfo a Roma nell'autunno dell'83 ricevendo il titolo di Germanicus, con il diritto di comparire in Senato con la stola triumphalis e di mostrarsi in pubblico accompagnato da ventiquattro littori.
Si celebrarono giochi, furono coniate monete e Domiziano fu celebrato dai poeti. Gli storici a lui ostili misero in ridicolo quella campagna militare e il trionfo che gli fu concesso. Ma Domiziano vi aveva ottenuto di allontanare i Catti dalle frontiere e le nuove annessioni favorirono i collegamenti delle legioni tra il corso medio del Reno e il Danubio. Quando Domiziano divenne imperatore nell'81, il generale Agricola, dal 77 governatore della Britannia, aveva già iniziato l'invasione della Caledonia, l'attuale Scozia, e progettato la conquista dell'Hibernia, l'Irlanda. Nell'83 colse l'importante vittoria di Monte Graupio, ma non la sfruttò, contando di riprendere le operazioni dopo la fine dell'inverno.

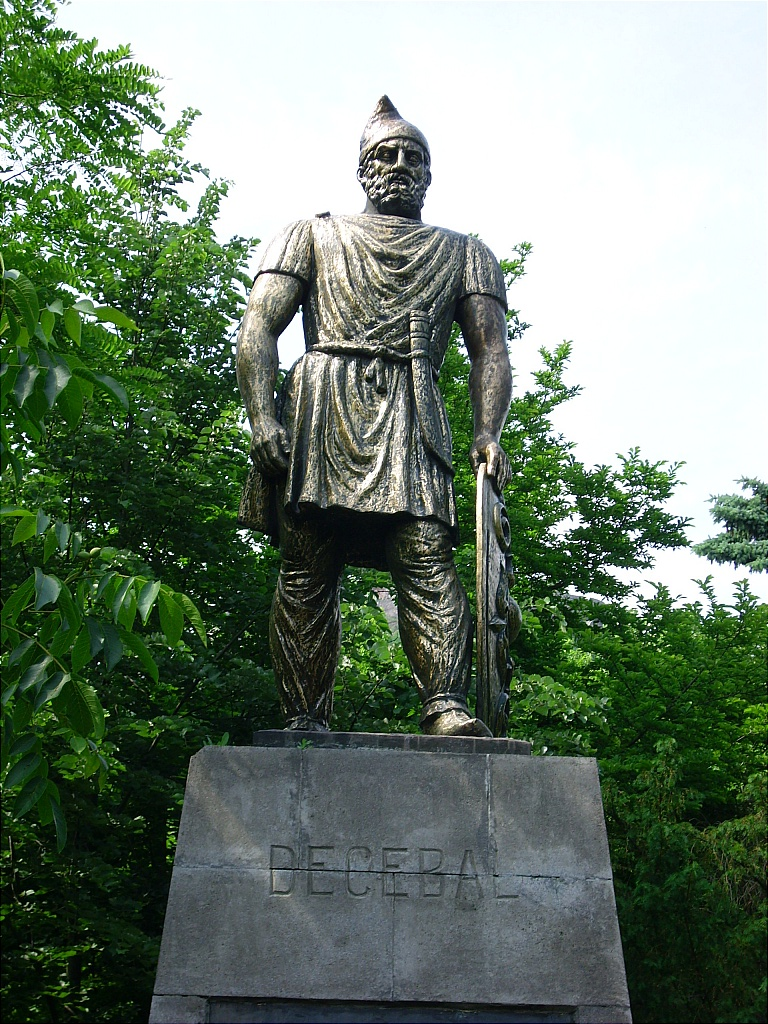
Statua di Decebalo, sovrano della Dacia (Deva, Romania)

In quel frangente si trovò però richiamato a Roma da Domiziano, senza aver potuto completare la conquista dell'intera isola. Tacito sostiene che l'imperatore fosse mosso da sentimenti d'invidia e di timore, causati dalla coscienza del valore di Agricola, suo possibile rivale, e della propria pochezza. Quali che fossero i suoi sentimenti nei confronti di Agricola, Domiziano gli aveva però concesso di rimanere legato imperiale in Britannia per sette anni, anziché per i tre canonici; considerava un errore l'occupazione di quei territori privi di ricchezze e difficilmente difendibili in caso di rivolte, e aveva bisogno di garantire con nuove campagne in Germania e in Dacia la sicurezza dei confini orientali dell'Impero.
Alla fine dell'85 i Daci varcarono il Danubio e invasero la Mesia: vinto e ucciso il legato Gaio Oppio Sabino, saccheggiarono la regione. Domiziano accorse e, dopo aver respinto i Daci oltre il fiume, preparò una spedizione in Dacia, affidandola a Cornelio Fusco. Fatto questo, tornò a Roma. Nell'86 Fusco, dipinto da Tacito come uomo amante del pericolo, alla testa d'ingenti truppe attraversò il Danubio invadendo la Dacia. Il comandante dei Daci, Decebalo, lasciò avanzare l'esercito nemico fino alla stretta valle alla confluenza del fiume Timiș con l'affluente Bistra, tra Tapae e Sarmizegetusa, e lo attaccò dopo averlo circondato. Cornelio Fusco cadde ucciso e l'esercito romano fu quasi interamente massacrato.
Dopo una sospensione delle ostilità per due anni, durante la quale Domiziano divise la Mesia in due parti, ciascuna presidiata da due legioni, la guerra riprese nell'89. L'esercito fu affidato a Tettio Giuliano, che nel 69 aveva già combattuto vittoriosamente in Mesia contro i Roxolani. Raggiunta Tapae, vi sconfisse i Daci, senza però ottenere una vittoria decisiva, mentre Domiziano conduceva una campagna in Germania contro i Quadi e i Marcomanni, che lo sconfissero, costringendolo alla ritirata. Tenuto conto delle difficoltà incontrate da Giuliano a continuare l'avanzata verso la capitale Sarmizegetusa, Domiziano dovette accettare le offerte di pace di Decebalo. Benché la campagna militare si fosse conclusa con un nulla di fatto, Domiziano ottenne a Roma il trionfo, il titolo di Dacicus e l'erezione di una statua equestre nel Foro.

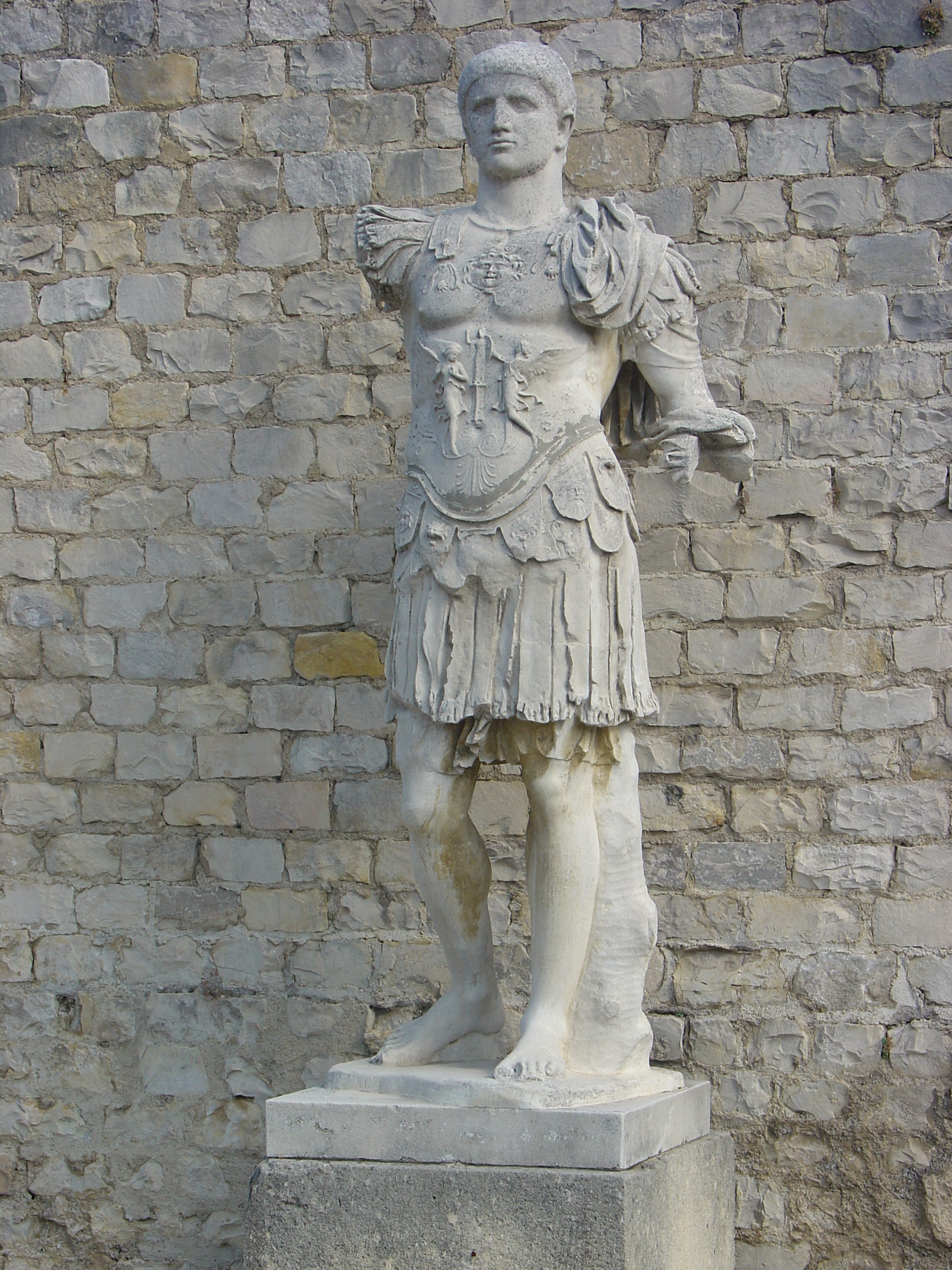
Replica moderna di una statua antica di Domiziano (Vaison-la-Romaine, Francia)

Anche la guerra condotta nel 92 contro i Sarmati e i Suebi, portata per soccorrere i Lugi, si concluse senza risultati e al suo ritorno a Roma, nel gennaio 93, Domiziano non ottenne il trionfo, depose una corona d'alloro nel tempio di Giove Capitolino, offrì sacrifici solenni e fece celebrare grandi feste. Si racconta, infine, che il popolo tributario di Roma dei Nasamoni, che si trovava a sud della costa africana tra la Cirenaica e Leptis Magna, si ribellò attorno all'85-86, portando distruzione e sconfiggendo lo stesso legatus legionis della III Augusta Gneo Suellio Flacco. Avendo però trovato tra il bottino stesso della legione anche molto vino, si ubriacarono compromettendo il successo iniziale, poiché Flacco li assalì e li annientò tutti, tanto che Domiziano poté dire davanti al Senato: «Ho impedito ai Nasamoni di esistere».

### L'opposizione aristocratica e la rivolta di Antonio Saturnino
L'opposizione interna contro Domiziano si manifestò a Roma soprattutto nelle forme dei conciliaboli privati e degli epigrammi anonimi. Pubblicamente, si potevano recitare orazioni che, secondo un tema retorico collaudato e tollerato, esaltavano genericamente la libertà e maledicevano la tirannide, e nei teatri andavano in scena personaggi i cui discorsi potevano contenere allusioni ben comprese da più di un ascoltatore. Una prima cospirazione contro l'imperatore sarebbe stata concepita nell'anno 83, e Domiziano avrebbe reagito mandando in esilio parecchi senatori e facendo giustiziare altri patrizi. Un'altra fu scoperta nell'87, e Domiziano fece condannare parte dei congiurati dallo stesso Senato e altri accusò in loro assenza.

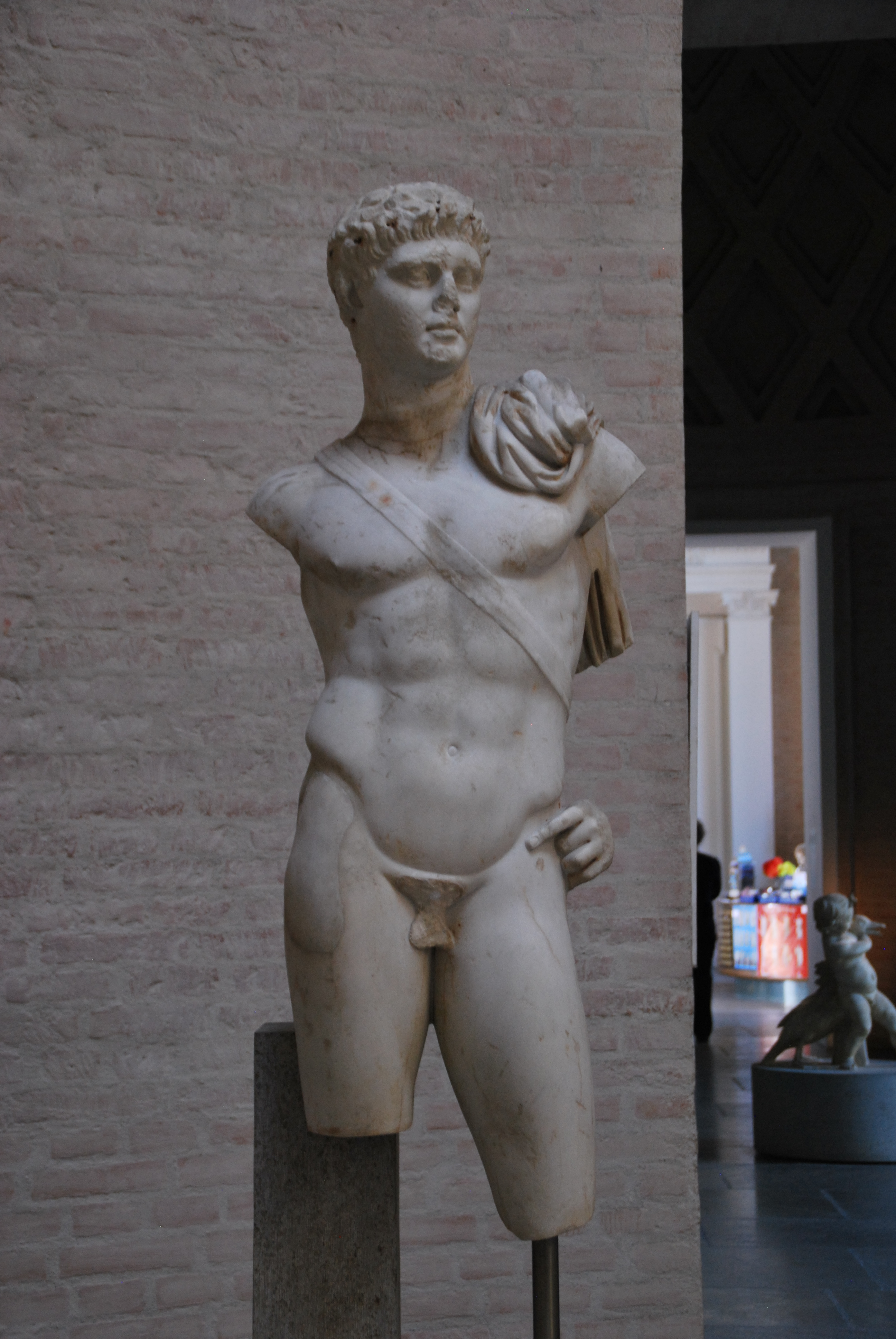
Statua di Domiziano (Gliptoteca, Monaco di Baviera)

Tito Flavio Sabino, marito di Giulia, sarebbe stato messo a morte in questo periodo, col pretesto - riferisce Svetonio - di essere stato chiamato dall'araldo imperatore anziché console, durante i comizi consolari. Verso la fine dell'anno successivo scoppiò al confine della Germania una pericolosa rivolta. Lucio Antonio Saturnino, legato della Germania superiore, si assicurò l'appoggio delle due legioni di stanza a Mogontiacum, la XIV Gemina e la XXI Rapax, e di tribù germaniche stanziate oltre il Reno, e si fece proclamare imperatore. Lucio Antonio era probabilmente in intelligenza con senatori romani. Discendente, sembra, del triumviro Marco Antonio, i suoi costumi erano poco onorevoli, ed era disprezzato dallo stesso Domiziano.
Domiziano reagì immediatamente partendo da Roma con la guardia pretoriana e ordinando a Traiano di trasferire le sue due legioni, la VII Gemina e la I Adiutrix, dalla Spagna sul fronte del Reno. Ma non ci fu bisogno del loro intervento, perché nel gennaio dell'89 Norbano Appio Massimo, allora governatore dell'Aquitania o della Germania inferiore, si portò rapidamente sui rivoltosi, rimasti privi dell'appoggio dei Germani che non avevano potuto superare il Reno per il mancato congelamento delle acque. La battaglia, combattuta a Castellum, vide la completa vittoria di Norbano e la morte di Antonio Saturnino. Il Senato si affrettò a offrire sacrifici di ringraziamento, mentre Domiziano, giunto sul posto, ordinò di torturare e giustiziare un gran numero di ribelli sopravvissuti. La testa mozzata di Antonio fu inviata a Roma ed esposta nel Foro.

### Il regime del terrore

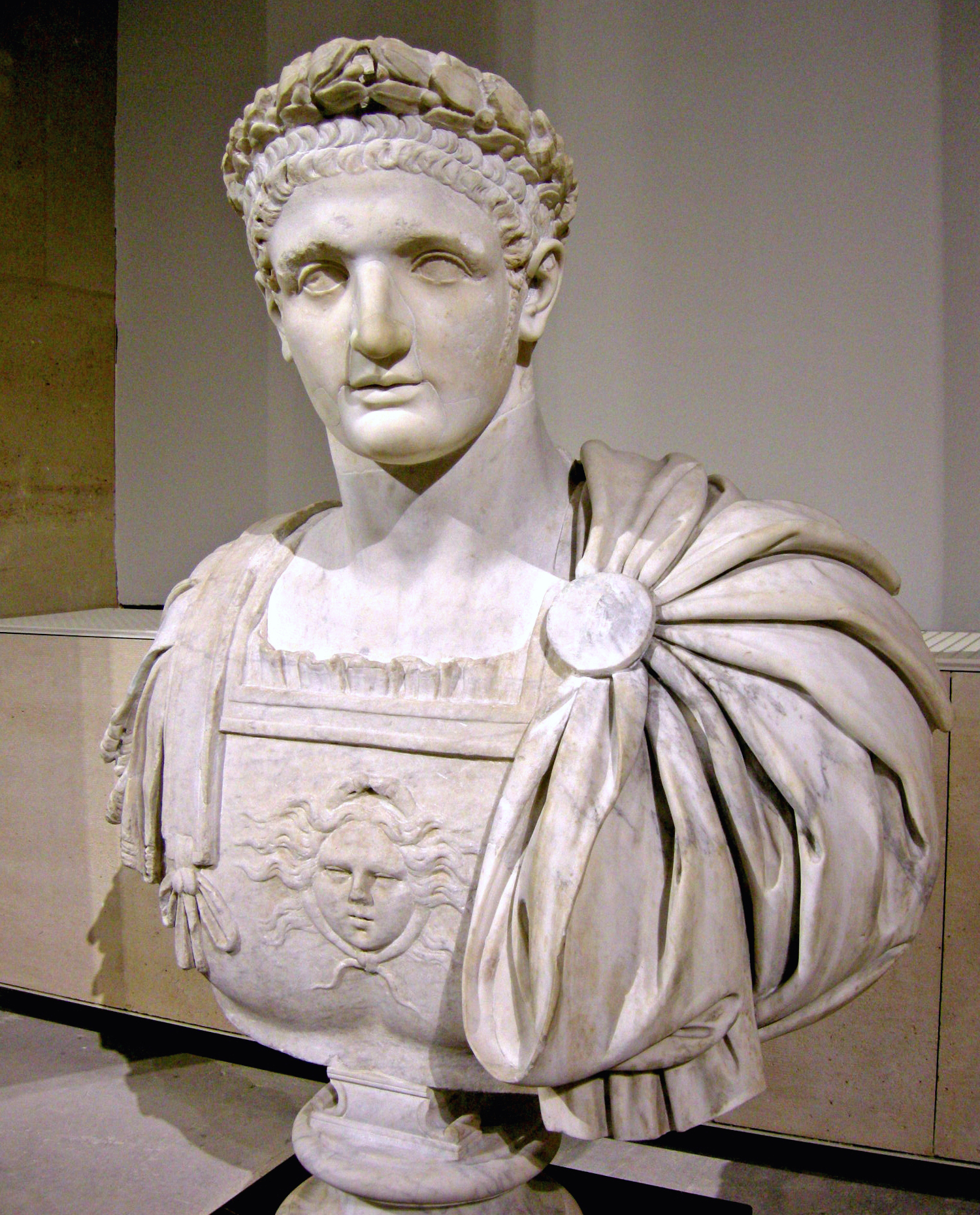
Busto moderno del XVIII secolo su testa originale di Domiziano

Con la vittoria sui rivoltosi, che aveva dimostrato la sostanziale fedeltà dell'esercito all'imperatore, e una repressione nei confronti di elementi patrizi nella capitale, sulla quale mancano particolari, l'aristocrazia, sapendo di non essere in grado di rovesciare Domiziano né con un sollevamento militare né tanto meno con un movimento popolare, mantenne la speranza di eliminare Domiziano attraverso una cospirazione di palazzo. A sua volta l'imperatore, consapevole che i suoi nemici agivano nell'ombra, raddoppiò la sua diffidenza e il suo odio nei confronti del Senato. Domiziano continuò la politica dei donativi al popolo e degli alti salari all'esercito, finanziandola anche con le spoliazioni dei suoi avversari. Otteneva così il duplice risultato di mantenere la fedeltà degli uni e di conseguire l'indebolimento degli altri.
| Domiziano: aureo                                     | Domiziano: aureo                          |
| ---------------------------------------------------- | ----------------------------------------- |
|                                                      |                                           |
| IMP CAES DOMIT AVG GERM P M TR P V, testa laureata   | IMP XI COS XII CENS P P P, Minerva stante |
| AV 20mm, 7,45 g, 6h. Zecca di Roma; coniato nell'86. |                                           |

Stabilì una rete di spie e di delatori che raccoglievano confidenze compromettenti: «nessuno era al sicuro. La libertà di parlare e di ascoltare era tolta», e il ricco signore poteva essere tradito dal proprio servo, dal cliente e perfino dall'amico, che ricevevano in cambio libertà o denaro. Vi furono anche professionisti della delazione e abili sostenitori delle accuse, come Aulo Didio Gallo Fabricio, più volte console, e soprattutto come Marco Aquilio Regolo, attivo già sotto Nerone, un oratore la cui eloquenza, lontana da ogni canone stabilito, «prendeva l'avversario alla gola e lo strangolava». Si fece una fortuna, comprò terreni in Toscana e nel Lazio, e la sua villa lungo la Tiburtina era popolata di statue. Valerio Catullo Messalino, nipote del poeta, cugino della terza moglie di Nerone Statilia Messalina e console nel 73, era un ascoltato consigliere di Domiziano nel palazzo di Albano e gli suggeriva quali persone colpire.
Accusati di lesa maestà per i loro atti o soltanto per le loro parole, gli indiziati erano giudicati dal Senato che, per viltà e paura, li condannava regolarmente alla morte o all'esilio, confiscandone i beni: «quell'assemblea era tremante e muta. Senza pericolo non si poteva dire quel che si pensava, senza infamia non si poteva dire quel che non si pensava». Non era quello l'unico mezzo per impossessarsi dei beni dei cittadini facoltosi. A volte questi facevano coerede l'imperatore, per timore che, diversamente, il loro testamento fosse dichiarato nullo. Per questo motivo Agricola (nel cui caso Domiziano fu sospettato di averlo avvelenato) nominò suoi eredi la moglie, la figlia e Domiziano stesso. Si poteva infatti fabbricare un falso testamento, o era anche sufficiente che un testimone prezzolato dichiarasse che il defunto aveva intenzione di nominare erede il principe per annullare il testamento autentico.

### La persecuzione dei filosofi

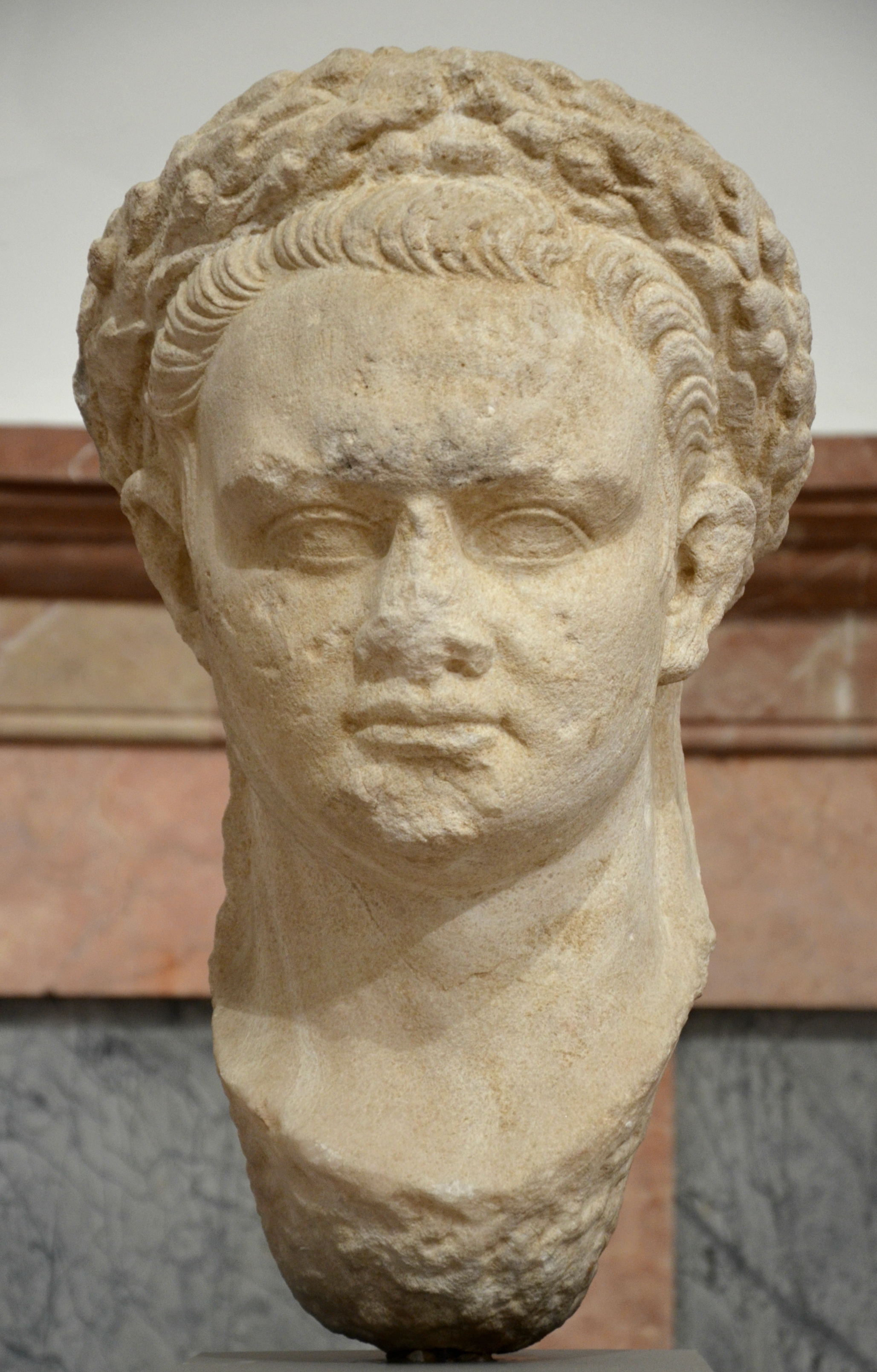
Testa di Domiziano (Museo archeologico, Siviglia)

Già sotto Vespasiano i maestri della filosofia stoica e scettica attivi in Roma erano stati perseguitati per la loro opposizione al regime. Ostilio e Demetrio erano stati mandati in esilio ed Elvidio Prisco, che si era rifiutato di riconoscere Vespasiano quale imperatore, fu messo a morte. Il potere imperiale considerava intollerabile la loro indipendenza di giudizio e se essi generalmente non erano politicamente attivi, erano però moralmente autorevoli e le loro critiche erano tanto più pericolose in quanto venivano diffuse pubblicamente tra i loro allievi. Ignorati o incompresi o disprezzati dal popolo, questi maestri erano però seguiti dagli aristocratici che ascoltavano le loro lezioni, sollecitavano i loro consigli e gli affidavano i loro figli perché li istruissero e li educassero. In tal modo, agli occhi di Domiziano, i filosofi divennero istigatori e complici dei suoi peggiori nemici.
Il processo, tenuto nel 93 contro un favorito di Domiziano, Bebio Massa, accusato di malversazione durante il suo proconsolato in Betica, favorì la reazione imperiale. L'accusa fu tenuta da Plinio il Giovane e da Erennio Senecione che ottennero dal Senato la sentenza di colpevolezza di Bebio Massa e il sequestro dei suoi beni. Il puntiglio particolare messo nell'accusa da Senecione, senatore e filosofo stoico decisamente ostile a Domiziano, e l'elogio che nello stesso tempo egli fece dello scomparso Elvidio Prisco, gli procurò l'avversione di Domiziano. La sua biografia di Elvidio Prisco fu considerata un delitto di lesa maestà: accusato in Senato da Mezio Caro, alla fine del 93 fu condannato a morte e il libro fu pubblicamente bruciato.
Il processo contro Senecione coinvolse Fannia, la vedova di Elvidio Prisco, nipote di Arria e Aulo Cecina Peto, e figlia di Trasea Peto, che fu esiliata con la madre Arria per aver collaborato alla stesura del libro. Anche il figlio suo e di Elvidio, l'omonimo e già console Elvidio Prisco, autore di una pantomima satirica contro Domiziano, fu condannato a morte in quell'anno. Anche un elogio di Trasea Peto, scritto da Giunio Aruleno Rustico, fu bruciato e il suo autore giustiziato. Tribuno nel 66 e pretore nel 69, stoico, Aruleno Rustico aveva già rischiato la vita sotto Nerone a causa della sua amicizia con Trasea. Il suo libro doveva contenere giudizi particolarmente severi contro l'imperatore, se gli costò l'accusa di lesa maestà. La moglie Gratilla e il fratello Giunio Maurico furono esiliati. Subito dopo questi processi, un decreto del Senato stabilì l'espulsione dei filosofi e degli astrologi. Il pitagorico Apollonio di Tiana se ne andò a Pozzuoli, Epitteto si ritirò a Nicopoli, Dione Crisostomo in Asia Minore. Secondo Cassio Dione e Filostrato, al momento della morte di Domiziano, Apollonio si trovava ad Efeso, ma avrebbe "visto" e proclamato al popolo le circostanze esatte dell'assassinio dell'imperatore, o più probabilmente avrebbe esultato per il compiuto tirannicidio.

### La persecuzione religiosa

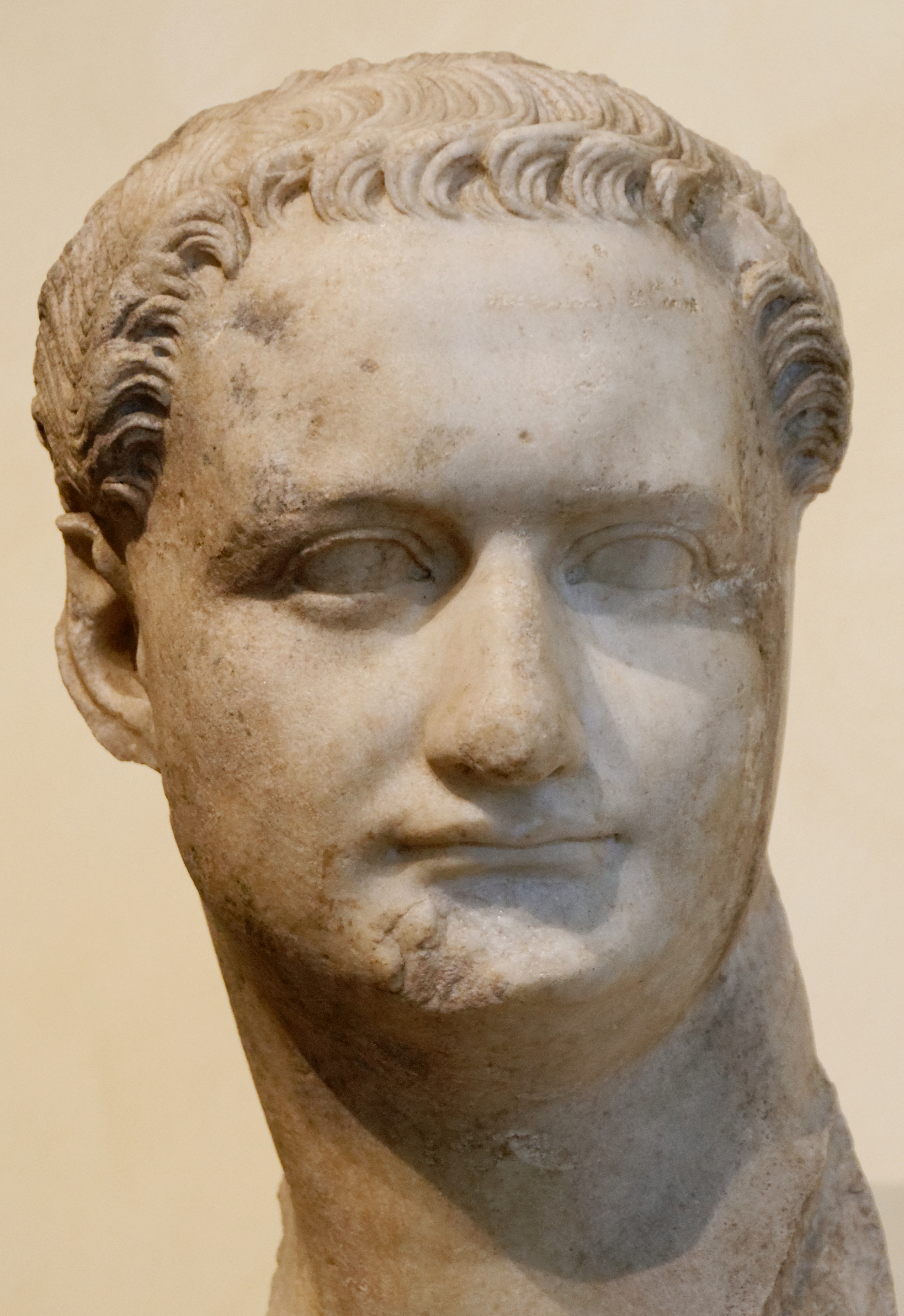
Busto di Domiziano (Musei Capitolini, Roma)

Distrutto da Tito il tempio di Gerusalemme e dispersa la popolazione, gli ebrei non furono altrimenti perseguitati sotto Vespasiano e Tito. Lo stesso re Agrippa II e le sorelle Berenice (amante favorita di Tito) e Drusilla vivevano a Roma, intimi dei Flavi,, così come Giuseppe Flavio, storico ed ex guerrigliero, e una colonia di ebrei viveva da molti decenni nella capitale, libera di praticare la propria religione, salvo essere tenuti a dichiararsi alle autorità per pagare il fiscus iudaicus, una tassa annua di due dracme. Vi furono conversioni al giudaismo, per quanto i nuovi adepti non praticassero scrupolosamente gli obblighi della legge mosaica e rifuggissero dalla circoncisione: piuttosto, essi potevano essere attratti dalla religione del dio unico e dalla sua morale, per cui, visti con sospetto dai romani pagani del popolo, si diffusero sentimenti di antigiudaismo che poi si mescolarono all'avversione verso i cristiani in seguito. Quanto ai cristiani, oltre a essere ancora generalmente giudaizzanti, essi erano ancora considerati dall'opinione pubblica soltanto una setta ebraica alla quale poteva essere egualmente indirizzata l'accusa di «ateismo» - cioè, secondo l'accezione romana della parola, di non credere nella religione romana e di rifiutarsi di sacrificare bruciando incenso - e di seguire «costumi ebraici». Questa circostanza rende difficile, se non impossibile, distinguere le conversioni al giudaismo dalle conversioni al cristianesimo, e perfino ad altri culti (ancora al tempo di Adriano l'imperatore stesso confondeva i cristiani con gli adoratori di Serapide, sostenendo che anche gli ebrei ne seguivano il culto, e in seguito vi furono a lungo somiglianze anche tra cristianesimo e mitraismo); resta quindi difficoltoso stabilire se vi furono relative persecuzioni religiose ai danni di cristiani autentici.
Nel 95 furono comunque condannati a morte per ateismo il console Flavio Clemente, cugino di Domiziano e Acilio Glabrione, già console assieme al futuro imperatore Traiano, mentre furono esiliati «molti altri cittadini che avevano adottato costumi ebraici».

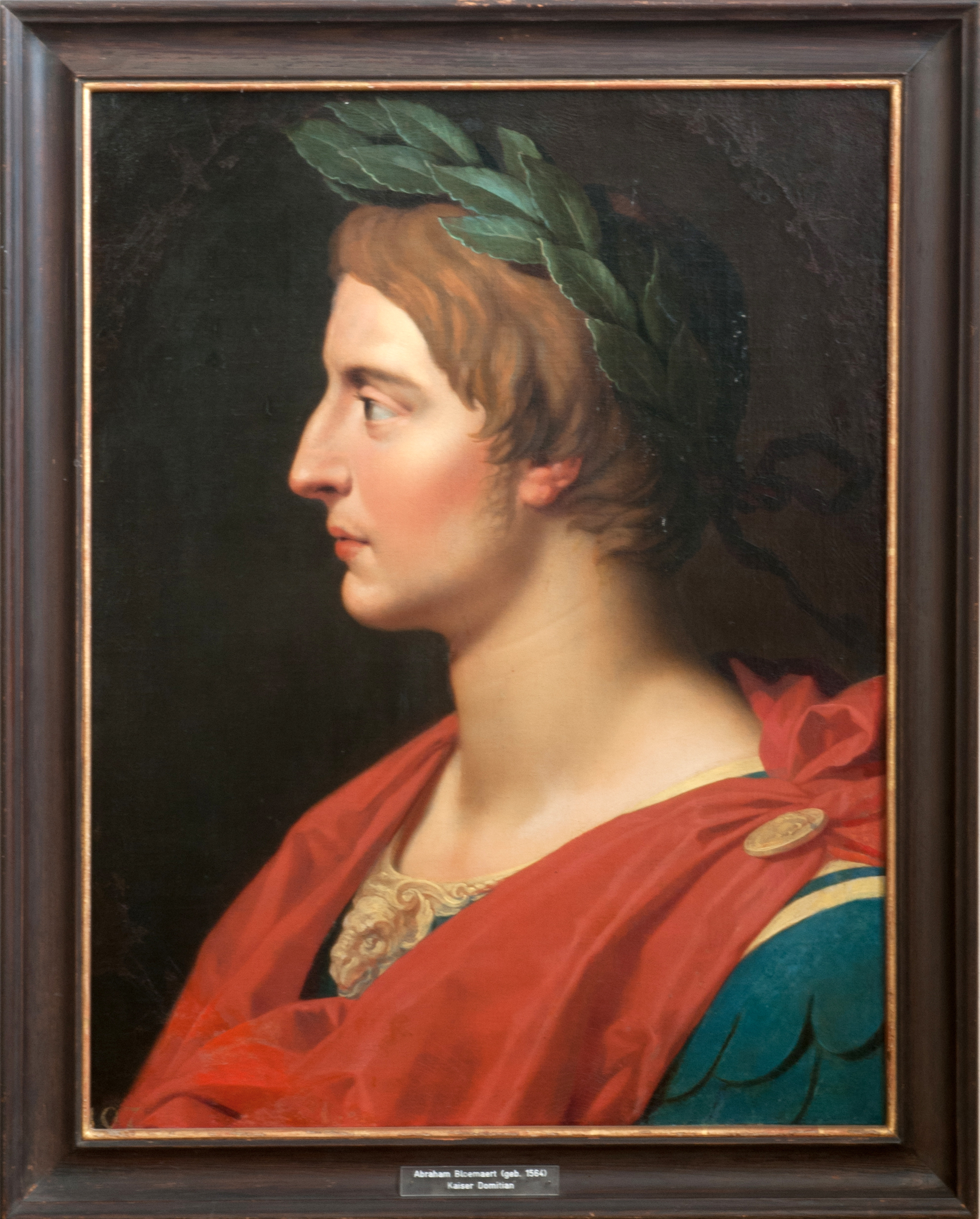
Ritratto moderno di Domiziano (XVI-XVII secolo)

Tra questi ultimi, la moglie di Clemente, Flavia Domitilla, nipote dell'imperatore, fu relegata nell'isola di Ponza o di Ventotene. Lo storico della Chiesa Eusebio riferisce invece dell'esilio di una Flavia Domitilla, «figlia della sorella di Flavio Clemente», a suo giudizio una cristiana, affermando che Domiziano sarebbe stato il secondo imperatore, dopo Nerone, a scatenare una persecuzione contro i cristiani, mentre secondo Tertulliano Domiziano «tentò di comportarsi» come Nerone, ma «si tirò subito indietro, richiamando anche coloro che aveva condannato all'esilio».
Sebbene molti attribuiscano l'Apocalisse di Giovanni ad uno scrittore cristiano relegato da Domiziano a Patmos, altri la retrodatano o la posteriorizzano, e la studiosa Candida Moss nega che Domiziano e altri imperatori, prima di Decio e soprattutto Diocleziano, siano stati persecutori di cristiani per motivi religiosi.
Non è chiaro se queste condanne fossero realmente motivate dalla necessità di combattere religioni che potevano rappresentare un pericolo per lo Stato romano, se invece fossero solo il capriccio di un tiranno, o se fossero un pretesto per colpire nemici personali di Domiziano. In particolare, può anche darsi che, colpendo Flavio Clemente e la sua famiglia, Domiziano volesse sbarazzarsi di pericolosi concorrenti al proprio potere. C'è chi ritiene probabile che anche i sette figli di Clemente fossero stati fatti morire, anche se non è certa la sorte di due di loro che erano stati adottati dall'imperatore stesso, i giovani Vespasiano e Domiziano, di cui non è riportato più nulla nelle fonti.

### La morte

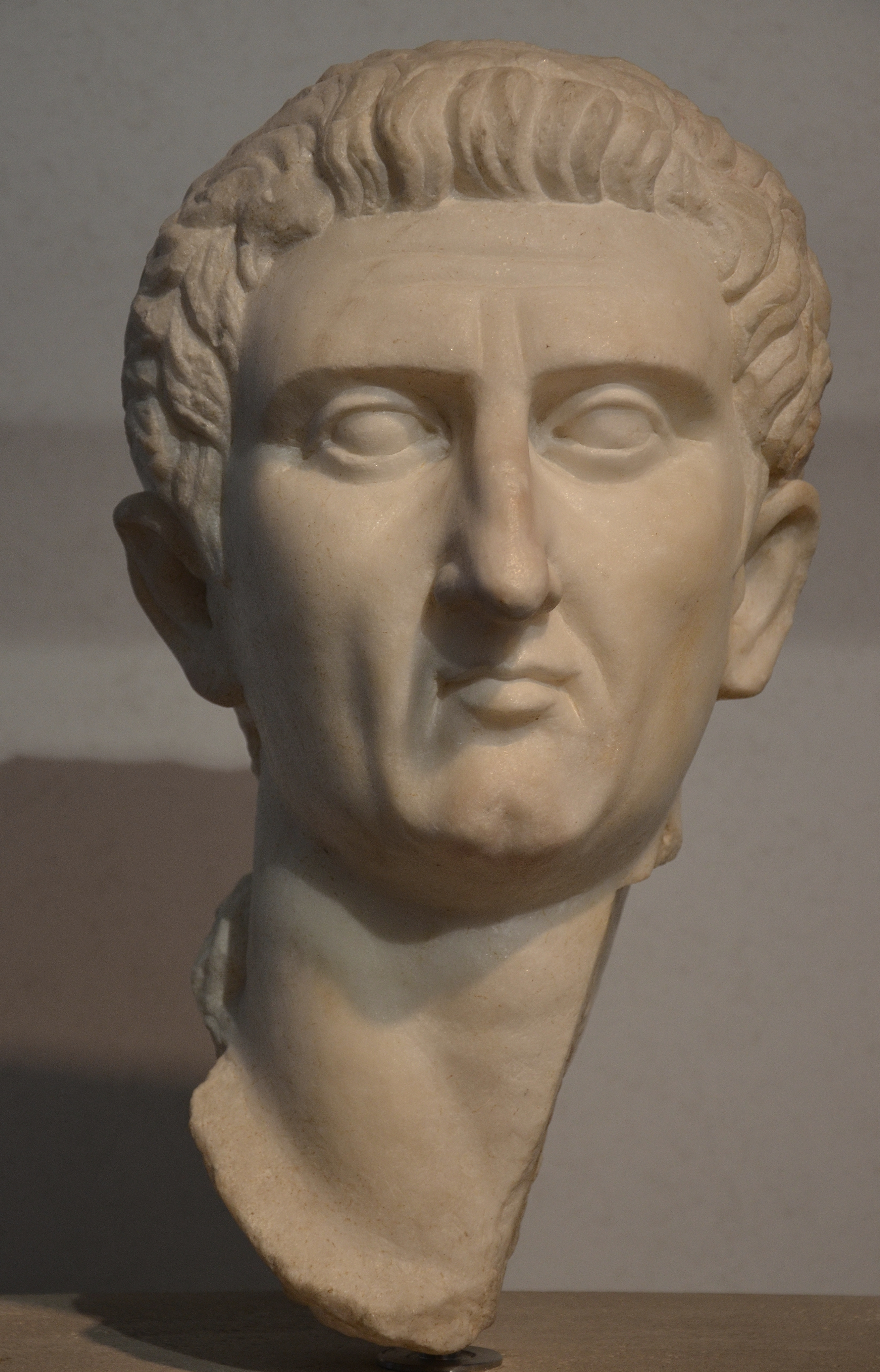
Busto di Nerva, successore di Domiziano (Museo nazionale romano di palazzo Massimo, Roma)

La sorte di Domiziano fu segnata quando gli uomini a lui più vicino lo tradirono. Un complotto di senatori, che garantirono a Nerva la successione all'impero, coinvolse forse la moglie Domizia e il procuratore Stefano, i cortigiani Partenio e Sigerio, il segretario Entello e i prefetti del pretorio Norbano e Petronio. Il 18 settembre 96 Partenio annunciò all'imperatore che Stefano era latore di un importante messaggio. Fingendosi ferito a un braccio, questi nascondeva nelle bende un pugnale. Il falso messaggio rivelava a Domiziano l'esistenza di una congiura ai suoi danni. Mentre l'imperatore leggeva, Stefano lo colpì all'inguine: malgrado la ferita, Domiziano reagì con grande energia, gettandosi su Stefano, ma intervennero altri congiurati, che lo finirono con altre sette pugnalate. Aveva 44 anni.
Richiamati dal tumulto, intervennero dei pretoriani ignari della congiura, che uccisero Stefano. Il cadavere di Domiziano fu consegnato alla nutrice Fillide, che gli rese gli estremi onori in una sua proprietà sulla via Latina e mescolò poi le sue ceneri con quelle dell'amata Giulia, facendole custodire nel tempio della famiglia dei Flavi al Malum Punicum (anziché nel mausoleo di Augusto, come successo a Nerone), affinché non potessero essere disperse. Il senato proclamò Nerva imperatore e decretò la damnatio memoriae di Domiziano, ordinando la distruzione delle sue statue (per cui non ne sopravvivono molte in buono stato) e la cancellazione del suo nome da ogni iscrizione. Furono richiamati gli esiliati, riabilitate le vittime, puniti i delatori e proibiti i processi di lesa maestà. La popolazione non reagì, ma ci furono tumulti tra i pretoriani, e alcune sollevazioni tra le legioni del Danubio e in Siria, presto rientrate. I pretoriani, in particolare, si calmarono definitivamente solo quando Nerva accettò di condannare a morte ed assistere personalmente alle esecuzioni dei congiurati superstiti tra coloro che avevano cospirato o partecipato all'omicidio di Domiziano. La moglie Domizia Longina, che pure secondo gli storici antichi aveva congiurato, non ebbe ripercussioni e sopravvisse molti decenni al marito, ritirata a vita privata. Secondo Brian W. Jones, le prove dimostrano invece che Domizia rimase leale a Domiziano, anche dopo la sua morte: venticinque anni dopo la morte del marito, e malgrado la damnatio memoriae decretata dal Senato contro l'ultimo imperatore flavio, ella si riferiva a sé come «Domizia, moglie di Domiziano».
Con Domiziano si estinse definitivamente la breve dinastia flavia, che comunque aveva governato Roma, modificandone il volto architettonico (si pensi al Colosseo) e sociale, per ventisette anni.

## Famiglia
Nel 70 Vespasiano gli organizzò un matrimonio con sua nipote Giulia Flavia, figlia di Tito, ma Domiziano rifiutò perché infatuato di Domizia Longina, figlia di Gneo Domizio Corbulone e discendente di Augusto tramite Giunia Lepida, all'epoca sposata con Lucio Elio Lamia Plauzio Eliano, a cui venne imposto di divorziare così da permettere a Domiziano di sposarla. Subito dopo la sua salita al trono, nell'81, Domiziano conferì a Domizia il titolo di Augusta.
Ebbero almeno due figli: 
- Flavio Cesare (80 - 83), deificato dal padre subito dopo la morte;[175][176]
- Flavia, morta bambina e deificata anch'ella.[177]

Nell'83 Domiziano esiliò Domizia senza ragione apparente, per poi richiamarla l'anno seguente. È stato ipotizzato che l'esilio fosse una reazione alla morte del loro unico figlio, che lasciava Domiziano senza un erede, sebbene alcuni sostengano che l'esilio sia piuttosto dovuto al fatto che Domiziano ebbe in quel periodo una relazione con sua nipote Giulia Flavia (la stessa che precedentemente aveva rifiutato di sposare), con la quale avrebbe concepito un figlio e che sarebbe morta a causa di un aborto spontaneo. Parimenti, è attribuita a Domizia una relazione con un attore, Paride, poi ucciso dallo stesso Domiziano, di cui l'esilio sarebbe stata conseguenza.
In seguito, nelle fonti compaiono altri due individui chiamati "figli" di Domiziano, Vespasiano minore e Domiziano minore, ma non è chiaro se fossero nati da Domizia, dal solo Domiziano oppure i figli di Clemente adottati, ma in ogni caso premorirono anch'essi all'imperatore.

### Esplicative
1. 1 2  Secondo alcuni studi moderni, questo epiteto non fu invenzione di Domiziano, ma dei suoi adulatori; comunque, l'imperatore apparentemente non fece nulla per contrastare la piaggeria (Henriksén 2012, pp. 80-81). In maniera opposta, invece, si attestano gli autori antichi (Cassio Dione, LXVII, 4.7; Marziale, V, 8.1; VII, 34.8; VIII, 2.6; IX, 66.3; Svetonio, Domiziano, XIII, 2).
2. ↑  Arrecino Clemente era il fratello di Arrecina Tertulla, la prima moglie di Tito (Tacito, Historiae, IV, 68).
3. ↑  Flavio Giuseppe volle rendere omaggio a Domiziano inventando che i barbari, «presi da sgomento alla notizia del suo arrivo, si arresero, trovando che per liberarsi dal loro terrore, fosse meglio tornare nuovamente sotto lo stesso giogo, evitando un disastro. Dopo aver ristabilito l'ordine in Gallia, facendo in modo che fossero praticamente impossibili nuovi disordini, Domiziano tornò a Roma carico di gloria» (Flavio Giuseppe, Bell. iud., VII, 4, 2).
4. ↑  Tito fu «l'associato, anzi il tutore dell'impero» (Svetonio, Tito, 6). La costituzione non prevedeva del resto che un imperatore avesse più di un associato.
5. ↑  CIL III, 6993: questa iscrizione del 79 recita: IMP CAESAR VESPASIANVS AVG PONTIF MAX TRIB POT VIIII IMP XIIX P P COS IIX DESIG VIIII / IMP T CAESAR AVG F COS VI DESIG V[II] / DOMITIANVS CAESAR AVG F COS V DESIG VI [...].
6. ↑  Era il potere di comando su tutte le province dell'Impero.
7. ↑  CIL III, 318: Domiziano appare CAES DIVI F DOMITIANVS COS VII PRINC IVVENTVTIS: la tribunicia potestas è il diritto di veto assoluto sugli atti dei magistrati.
8. ↑  Molti storici non mancano di insinuare che Domiziano lo avesse fatto avvelenare (Aurelio Vittore, De Caesaribus, X-XI; Cassio Dione, LXVI, 26; Erodiano, IV, 5, 6; Filostrato, Apollonio, VI, 32).
9. ↑  Tacito non manca di precisare che «il rossore che copriva in ogni momento il suo viso passava per modestia» (Tacito, Historiae, IV, 40); anche Marziale e Stazio riferiscono del suo bell'aspetto (Marziale, V, 6.10; Stazio, Silvae, I, 1, 15; III, 4, 17; 44; IV, 2, 41).
10. ↑  Tra queste quella che Domiziano avrebbe presentato certi tratti psicologici della sindrome di Asperger, una leggera forma di autismo Cfr. Jen Cresswell, Domitian and aspergers syndrome - a retrospective diagnosis
11. ↑  Tra cui depressione, disturbi della personalità, disturbo oppositivo provocatorio, disturbo ossessivo-compulsivo, disturbo da deficit di attenzione/iperattività e disturbi della condotta.
12. ↑  Figlio infante di Domiziano come Giove, seduto su un globo con le mani alzate verso sette astri, rappresentanti la costellazione dell'Orsa maggiore (RIC, 209a).
13. ↑  Citato da Giovenale, che lo definisce optimus atque interpres legum sanctissimus (Giovenale, Satire, IV, 78), del quale peraltro poco si conosce, se non che fu autore, intorno al 75, del senatusconsultum pegasianum, in materia di diritto ereditario.
14. ↑  Capitone è ricordato nell'iscrizione CIL VI, 798 da cui, per la successiva damnatio memoriae, è cancellato il nome di Domiziano.
15. ↑  I nomi di questi procuratori sono citati in Stazio, Silvae, III, 3. Entello partecipò alla congiura che eliminò Domiziano.
16. ↑  Un'altra «capanna di Romolo» era conservata nel Palatino.
17. ↑  Sul frontone era l'iscrizione DIVO VESPASIANO AVGUSTO S(ua) P(ecunia) (CIL VI, 938).
18. ↑  Si trattava di due sorelle di nome Oculata e della vergine Varronilla (Cassio Dione, LXVII, 3).
19. ↑  Che veniva del resto aggirata sposandosi e divorziando e, se necessario, risposandosi ancora (Marziale, VI, 7).
20. ↑  La notizia di Marziale, II, 59: «Son detta Mica e come vedi sono un piccolo refettorio (cenatio parva) / da me si prospetta il sepolcro dei Cesari», ha fatto discutere su dove realmente sorgesse la costruzione (Richardson 1992, p. 253).
21. ↑  Iscrizione sul monumento funerario del giovane, nei Musei capitolini.
22. ↑  Svetonio, Domiziano, IV; Marziale, I, 5, scrive anche di un accoppiamento tra una donna e un toro, a imitazione del mito di Pasifae.
23. ↑  Marziale, I, 11; 26, in occasione della spedizione contro i Catti nell'83; V, 49, 8, dopo il trionfo dell'89; VIII, 50, dopo la spedizione del 92.
24. ↑  Un legatus pro praetore, Gneo Pinario Cornelio Clemente, è attestato nell'anno 74 (CIL XII, 113).
25. ↑  Frontino, Strategemata, II, 11, 7; Marziale, II, 2: nobilius [nomen] domino tribuit Germania Rheno; XIV, 170: cui nomina Rhenus vera dedit; Svetonio, Domiziano, XIII, erroneamente gli attribuisce il titolo di Germanicus solo dopo il secondo trionfo, avvenuto nell'89.
26. ↑  Marziale, II, 2; IX, 1, 3; IX, 6, 1; X, 7, 7; Stazio celebrò Domiziano nei concorsi poetici di Albano (Gsell 1894, p. 125).
27. ↑  Cassio Dione, LXVII, 4, sostiene che in quella campagna non si sarebbe nemmeno combattuto; Plinio il Giovane, Panegyricus, 16, sembra alludere a Domiziano scrivendo di pompe teatrali e di simulacri di presunte vittorie.
28. ↑  Traiano trovò in questa zona le tracce della battaglia (Cassio Dione, LXVIII, 9).
29. ↑  Marziale, VIII, prefazione: Imperatori Domitiano Caesari Augusto Germanico Dacico, ma l'imperatore evitò di fregiarsi di quel titolo immeritato. Marziale, VI, 76, dà Cornelio Fusco per vendicato: «la sua ombra vittoriosa riposa in una foresta sottomessa alla schiavitù».
30. ↑  Marziale, VIII, 2; 8, in cui il dio Giano rappresenta Gennaio. Cfr. anche VII, 8, in cui Marziale ipotizza il ritorno dell'Imperatore nel gennaio successivo.
31. ↑  Svetonio, Domiziano, X; Aulo Gellio, XV, 11, 4-5. Per questi due autori, i filosofi furono cacciati dall'Italia; per Cassio Dione, LXVII, 13, Plinio il Giovane, Epistulae, III, 11, 3 e altri, soltanto da Roma. È possibile che vi siano stati due decreti successivi di espulsione.
32. ↑  Eusebio, Historia ecclesiastica, III, 18. L'errore di Eusebio o della sua fonte, forse Bruttio Presente, ha fatto nascere la leggenda dell'esistenza di una seconda Flavia Domitilla, fatta santa dalla Chiesa quale «vergine martire» (Gsell 1894, pp. 297 ss.).

### Riferimenti
1. ↑  RIC, Domiziano, II, 127; Svetonio, Domiziano, XIII; Jones 1992, p. 129; Maltiel-Gerstenfeld 1982, p. 69; Miller, Woodman 2010, p. 90.
2. 1 2  Cassio Dione, LXVI, 1; Svetonio, Domiziano, I; Tacito, Historiae, IV, 3.
3. ↑  CIL XVI, 16.
4. ↑  CIL III, 6993.
5. ↑  CIL III, 859.
6. 1 2 3  Cassio Dione, LXVII, 13; Svetonio, Domiziano, VIII.
7. ↑  Bussell 2010.
8. 1 2  Tacito, Historiae, III, 74.
9. ↑  Svetonio, Domiziano, I.
10. ↑  Cassio Dione, LXV, 22.
11. ↑  Tacito, Historiae, IV, 68; Svetonio, Domiziano, I.
12. ↑  Tacito, Agricola, 7.
13. ↑  Tacito, Historiae, IV, 46.
14. ↑  Tacito, Historiae, IV, 68.
15. ↑  Tacito, Historiae, IV, 85.
16. ↑  Svetonio, Domiziano, I; Cassio Dione, LXVII, 3; Tacito, Historiae, IV, 2.
17. ↑  Svetonio, Vespasiano, 25.
18. ↑  CIL II, 2477; CIL VIII, 10116, CIL VIII, 10119; CIL III, 6993.
19. ↑  Svetonio, Domiziano, II.
20. ↑  Svetonio, Domiziano, II; Cassio Dione, LXVI, 15.
21. ↑  Marziale, V, 5. 7.
22. ↑  Valerio Flacco, I, 12.
23. ↑  Quintiliano, Institutio oratoria, X, 1.91-92.
24. 1 2 3 4  Svetonio, Domiziano, XXII.
25. 1 2 3  Svetonio, Domiziano, XIII.
26. 1 2  Svetonio, Domiziano, X-XI.
27. ↑   The Triumph of Titus: an affair on painting, su societasviaromana.net, 12 settembre 2007. URL consultato il 27 giugno 2008.
28. 1 2  Svetonio, Domiziano, XXI.
29. ↑  Aurelio Vittore, De Caesaribus, Domitianus
30. 1 2 3 4 5 6  Cassio Dione, LXVII, 4.
31. ↑  Tacito, Historiae, IV, 40.
32. 1 2  Tacito, Agricola, 45.
33. ↑  Marziale, IV, 8, 10; Svetonio, Domiziano, XXI.
34. 1 2  Svetonio, Domiziano, XX.
35. ↑  Svetonio, Domiziano, II
36. ↑  Svetonio, Domiziano, 15
37. ↑  Quintiliano, Institutio oratoria, X, I, 91.
38. 1 2  Cassio Dione, LXVII, 2.
39. ↑  Svetonio, Tito, X.
40. ↑  Svetonio, Domiziano, III; XIII.
41. ↑  Giovenale, Satire, II, 32.
42. 1 2 3 4 5  Svetonio, Domiziano, XVIII.
43. 1 2  Svetonio, Domiziano, IV.
44. 1 2 3  Svetonio, Domiziano, XIX.
45. ↑  Cassio Dione, LXVII, 6; Tacito, Agricola, 40.
46. ↑  Cassio Dione, LXVII, 6.
47. ↑  Stazio, Silvae, III, 4.
48. ↑  Marziale, IX, 11-13; 16-17; 36.
49. ↑  Cassio Dione, LXVII, 1.3; Svetonio, Domiziano, XII, 3
50. 1 2 3 4  Tacito, Agricola, 39.
51. ↑  Cassio Dione, LXVII, 1; Tacito, Agricola, 42.
52. ↑  V.A. Sironi, The discovery of tics: a spectacular history - Progress in Neuroscience
53. ↑  (EN) Spencer T. et al., Disentangling the overlap between Tourette's disorder and ADHD, in J Child Psychol Psychiatry, vol. 39, n. 7, ottobre 1998,  pp. 1037-44, PMID 9804036.
54. ↑  (EN) Robertson MM, The prevalence and epidemiology of Gilles de la Tourette syndrome. Part 2: tentative explanations for differing prevalence figures in GTS, including the possible effects of psychopathology, aetiology, cultural differences, and differing phenotypes, in J. Psychosom. Res., vol. 65, n. 5, novembre 2008,  pp. 473-86, DOI:10.1016/j.jpsychores.2008.03.007, PMID 18940378.
55. ↑  Nicolo Castellino, Nicola Sannolo, Pietro Castellino - Inorganic Lead Exposure and Intoxications, CRC Press, 22/nov/1994, Google books
56. ↑  Caligula and Nero victims of lead poisoning?
57. ↑  Did lead poisoning end the Roman Empire? | Daily Mail Online
58. ↑  THE LOW BIRTH-RATE IN ANCIENT ROME: A POSSIBLE CONTRIBUTING FACTOR
59. ↑  Una varietà di marmo così detto per la lucentezza, dal greco phengos, ossia luce
60. ↑  AE 1984, 156, AE 1936, 128 e AE 1995, 1444.
61. ↑  Svetonio, Domiziano, III; CIL VI, 2060.
62. ↑  Gsell 1894, pp. 50-51.
63. ↑  Svetonio, Domiziano, XV.
64. 1 2  RIC, 209a.
65. ↑  Svetonio, Domiziano, IX.
66. ↑  Gsell 1894, pp. 62-63.
67. ↑  Plinio il Giovane, Epistulae, VIII, 12.
«Uomo virtuoso, da considerare uno dei principali ornamenti del secolo [...] benefattore di molti scrittori, esempio per tutti».
68. ↑  Zosimo, V, 38; Procopio, Storia delle guerre, III, 5.
69. ↑  Plutarco, Publicola, 15.
70. ↑  Servio, Commento alle Georgiche, III, 29.
71. ↑  Marziale, VIII, 80.
72. ↑  Stazio, Silvae, III, 5, 28.
«Ter me nitidis Albana ferentem / dona comis, sanctoque indutum Caesaris auro».
73. ↑  Marziale, IX, 3.9.
74. ↑  Marziale, IX, 3.11; IX, 64; IX, 65; IX, 101.
75. ↑  Gsell 1894, p. 103.
76. ↑  Marziale, VIII, 44.7; Stazio, Silvae, I.
77. ↑  Marziale, VIII, 65.
78. ↑  Svetonio, Domiziano, XVII.
79. 1 2 3 4  Svetonio, Domiziano, VIII.
80. ↑  Giovenale, Satire, IV; Plinio il Giovane, Epistulae, IV, 11.
81. 1 2  Svetonio, Domiziano, VII.
82. ↑  Marziale, I, 4, 5; II, 72, 3; III, 86, 3; V, 61, 11; IX, 28; XIII, 2.3.
83. ↑  Giovenale, Satire, I, 36; VI, 66; VIII, 197; Marziale, I, 4.5.
84. ↑  Marziale, II, 72.4; III, 86, 3; V, 61.12.
85. ↑  Cassio Dione, LXVII, 3; Marziale, XI, 13; Svetonio, Domiziano, III; X.
86. ↑  Giovenale, Satire, VII, 87.
87. ↑  Cassio Dione, LXVII, 2; Marziale, II, 60; VI, 2; IX, 5.7; Svetonio, Domiziano, VII.
88. ↑  Marziale, VI, 2, 4, 7.
89. ↑  Marziale, XIV, 124.
«Romanos rerum dominos gentemque togatam / ille facit, magno qui dedit astra patri».
90. ↑  Marziale, IV, 2, 3.
«Spectabat modo solus inter omnes / nigris munus Horatius lacernis, / Cam plebs et minor ordo maximusque / sancto cum duce candidus sederet».
91. ↑  Svetonio, Domiziano, VII.
«Sportulas publicas sustulit revocata rectarum coenarum consuetudine».
92. ↑  Cassio Dione, LIV, 30.
93. ↑  Marziale, V, 1, 3; V, 1, 5; V, 30.
94. ↑  Marziale, VII, 56.
«Gli astri e il cielo prendesti religiosamente, Rabirio, / quando costruisti con mirabile arte la casa parrasia».
95. ↑  Plutarco, Publicola, 15.
«Chi avesse visto un solo portico del palazzo di Domiziano, o la basilica, o un bagno, o uno degli appartamenti delle sue concubine [...] si sentirebbe spinto a dire a Domiziano: Non è devozione né ambizione lodevole la tua: è follia. Tu godi a edificare».
96. ↑  Stazio, Silvae, IV, 3, 114.
«fine viae recentissimo, qua monstrat veteres Apollo Cumas».
97. ↑  Stazio, Silvae, IV, 4, 60.
«[Domitianus] spatia antiquae mandat renovare Latinae».
98. ↑  Gsell 1894, p. 151.
99. ↑  Cassio Dione, LXIX, 4.
100. ↑  Laterculus, in Chronica Minora, p. 585.
101. 1 2  Marziale, IV, 1.
102. 1 2  Svetonio, Domiziano, IV, 4.
103. ↑  Henriksén 2012, pag. 101.
104. ↑  Marziale, IX, 23.
105. ↑  Marziale, IV, 54.
106. ↑  Marziale, XI, 9.
107. ↑  Stazio, Silvae, III, 5, 31; V, 3, 231.
108. ↑  Quintiliano, Institutio oratoria, III, 7, 4.
«Laudes Capitolini Jovis, perpetua sacri certaminis materia».
109. ↑  Svetonio, Domiziano, IV.
«Septimontiali sacro quidem, senatui equitique panariis, plebei sportellis cum obsonio distributis, initium vescendi primus fecit».
110. ↑  Svetonio, Domiziano, IV.
«Congiarium populo nummorum trecentorum ter dedit».
111. ↑  Svetonio, Domiziano, IX.
«Rese ai proprietari le particelle di terre rimaste non assegnate (subseciva) dopo le divisioni tra i veterani».
112. ↑  Frontino, De controversiis agrorum.
«Con un editto liberò tutta l'Italia dalla paura».
113. 1 2  Jones 1992, p. 73.
114. ↑  CIL III, 4013.
115. ↑  Elio Sparziano, Historia Augusta, Adriano, II.
«Post hoc in Inferiorem Moesiam translatas, extremis iam Domitiani temporibus».
116. ↑  CIL III, 9960.
117. ↑  Gsell 1894, p. 196.
118. ↑  Tacito, De vita et moribus Iulii Agicolae, 31.
«non ci sono campi, miniere, porti».
119. ↑  Giordane, XIII, 76.
120. 1 2 3 4  Svetonio, Domiziano, VI.
121. ↑  Tacito, Historiae, II, 86.
122. ↑  Giordane, XIII, 77.
123. ↑  Tacito, Historiae, I, 79.
124. ↑  Cassio Dione, LXVII, 7.
125. ↑  Cassio Dione, LXVII, 7; LXVIII, 6.
126. ↑  CIL VI, 1207.
127. ↑  Marziale, VIII, 15.
«nec minor ista tuae laurea pacis erat».
128. ↑  Marziale, VIII, 4.
129. ↑  Marziale, VIII, 11.
130. ↑  Cassio Dione, LXVII, 4; Zonara, Epitome, XI, 19.
131. ↑  Cassio Dione, LXVI, 11; Plinio il Giovane, Epistulae, I, 12.
132. ↑  Giovenale, Satire, VII, 151.
133. 1 2 3  Svetonio, Domiziano, X.
134. ↑  Eusebio, Chronicon.
135. ↑  Cassio Dione, LXVII, 3.
136. ↑  Marziale, IV, 11.
137. ↑  Suda, alla voce Αντώνιος Σατουρνίνος.
138. ↑  Aurelio Vittore, De Caesaribus, XI.
«la crudeltà di Domiziano e l'appellativo ingiurioso di prostituta datogli dall'imperatore, provocò la sollevazione di Antonio».
139. ↑  Cassio Dione, LXVII, 1.
140. ↑  Grant 2008, p. 86.
141. ↑  Cassio Dione, LXVII, 11.
142. ↑  Cassio Dione, LXVII, 4; Plinio il Giovane, Panaegyricus, 27.
143. ↑  Tacito, Agricola, 2.
144. ↑  Tacito, Historiae, I, 2.
145. ↑  Giovenale, Satire, IV, 123.
146. ↑  Plinio il Giovane, Epistulae, I, 20, 14.
147. ↑  Tacito, Historiae, IV, 42.
148. ↑  Marziale, VII, 31.
149. ↑  Plinio il Giovane, Epistulae, IV, 2, 5.
150. ↑  Plinio il Giovane, Epistulae, VIII, 14, 8.
151. ↑  Tacito, Agricola, 43.
«I buoni padri non fanno eredi che i cattivi principi».
152. ↑  Plinio il Giovane, Panaegyricus, 43.
153. ↑  Cassio Dione, LXVI, 12-13; Epitteto, Diatribe, I, 2, 19; Svetonio, Vespasiano, XV.
154. ↑  Plinio il Giovane, Epistulae, VII, 33.
155. ↑  Plinio il Giovane, Epistulae, VII, 19, 5.
156. ↑  Plinio il Giovane, Epistulae, I, 5, 3.
157. ↑  Plinio il Giovane, Epistulae, VII, 19, 10.
158. ↑  Plinio il Giovane, Epistulae, III, 11, 3; Svetonio, Domiziano, X.
159. ↑  Plinio il Giovane, Epistulae, III, 11, 3.
160. ↑  Cassio Dione 67.18; Philostratus, Vita Apollonii 8, 26–27
161. ↑  Svetonio, Tito, VII.
162. ↑  Flavio Giuseppe, Bell. iud., VII, 6, 6.
163. ↑  Gsell 1894, p. 293.
164. ↑  Eusebio, Historia ecclesiastica, III, 17.
165. ↑  Tertulliano, Apologeticus, 5, 4.
166. ↑  Candida Moss, The Myth of Persecution: How Early Christians Invented a Story of Martyrdom (San Francisco: HarperOne, 2013)
167. ↑  Grant 2008, p. 90.
168. ↑  Cassio Dione, LXVII, 15.
169. ↑  Cassio Dione, LXVII, 18.
170. ↑  Cassio Dione, LXVIII, 2.
171. ↑  Svetonio, Domiziano, XXIII.
172. ↑  Aurelio Vittore, De Caesaribus, XI; Cassio Dione, LXVIII, 3.
173. ↑  Filostrato, Vite dei Sofisti, I, 7.
174. ↑  Cassio Dione, LXVIII, 5; Plinio il Giovane, Epistulae, IX, 13, 11.
175. 1 2  (EN) Brian Jones, The Emperor Domitian, Routledge, 11 settembre 2002,  pp. 33-36, ISBN 978-1-134-85313-7.
176. ↑  (EN) Albino Garzetti, From Tiberius to the Antonines (Routledge Revivals): A History of the Roman Empire AD 14-192, Routledge, 17 giugno 2014,  pp. 266, 833, ISBN 978-1-317-69844-9.
177. ↑   Carl Deroux, Studies in Latin Literature and Roman History, Vol. 323, Latomus,  p. 283.
178. ↑  Jones 1992; pp. 34-39, 161-162
179. ↑  (EN) Mason Hammond, The Transmission of the Powers of the Roman Emperor from the Death of Nero in A.D. 68 to That of Alexander Severus in A.D. 235, in Memoirs of the American Academy in Rome, vol. 24, 1956,  p. 61, DOI:10.2307/4238640.